# North Carolina
North Carolina (englische Aussprache [ˈnɔɹθ ˌkæɹəˈlaɪ̯nə] ⓘ, deutsch veraltet Nordkarolina oder Nord-Carolina) ist ein an der Atlantikküste gelegener Bundesstaat im Osten der Vereinigten Staaten von Amerika. Er grenzt im Süden an South Carolina und Georgia, im Westen an Tennessee und im Norden an Virginia. Der Staat lässt sich aufgrund seiner geografischen Lage in drei klimatische Zonen aufteilen, die gemäßigte Küstenregion im Osten, das Piedmontplateau und die kühlere Bergregion der Appalachen. Die Flora und Fauna ist vielfältig und reicht vom flachwurzelnden Bewuchs der Küste und den dort lebenden amerikanischen Alligatoren bis hin zu den von Schwarzbären und Weißwedelhirschen bewohnten Nadelwäldern im Westen.
Der heutige Bundesstaat geht auf eine 1663 gegründete Kronkolonie zurück und ist nach dem englischen König Karl I. benannt. Im Jahre 1776 war North Carolina eine der Dreizehn Kolonien, die sich in der amerikanischen Unabhängigkeitserklärung vom Mutterland lossagten, und ist damit einer der Gründungsstaaten der Vereinigten Staaten. Seit 1792 ist Raleigh Hauptstadt des Staates, ihren Namen erhielt die Stadt zu Ehren des Entdeckers der Küste North Carolinas, Sir Walter Raleigh. Während des Amerikanischen Bürgerkrieges von 1861 bis 1865 trat North Carolina aus den Vereinigten Staaten aus und schloss sich den Konföderierten Staaten von Amerika an. Die Wiederaufnahme in die Vereinigten Staaten erfolgte 1868 in dem dem Krieg folgenden Prozess der Reconstruction. Danach begann die bis in die erste Hälfte des 20. Jahrhunderts dauernde Umwandlung vom landwirtschaftlich geprägten Staat zu einer Industrieregion. Nach dem New Deal in den 1930er Jahren entwickelte sich North Carolina zu einem Zentrum der amerikanischen Finanzwirtschaft und der Forschung und Entwicklung in verschiedenen Hochtechnologie-Branchen.
Der Bundesstaat zeichnet sich durch ein stetiges Bevölkerungswachstum aus und gehört zu den zehn bevölkerungsreichsten Bundesstaaten des Landes. Im Juli 2009 wurde die Bevölkerung des Staates auf 9.380.884 Menschen geschätzt, etwas über ein Fünftel der Bewohner sind afroamerikanischer Abstammung, acht Stämme indigener Völker (Indianer) leben innerhalb der Staatsgrenzen. North Carolina ist Teil des Bible Belts (deutsch „Bibelgürtel“), die Bevölkerung ist mehrheitlich protestantisch. Ursprünglich gehörte North Carolina zum Kernland der Demokraten; in der zweiten Hälfte des 20. Jahrhunderts verschob sich die allgemeine politische Ausrichtung zugunsten der Republikaner.
North Carolina ist Teil der kulturellen Großregion der Südstaaten, sowohl die regionale Musik, die typische Küche als auch die traditionellen Freilichttheater sind dadurch geprägt, während sich in der Architektur des Bundesstaates unterschiedliche Einflüsse finden. Von überregionaler Bedeutung sind eine Reihe von Museen und insbesondere natur- und denkmalgeschützte Gebiete und Einzelgebäude. Der Great-Smoky-Mountains-Nationalpark, der meistbesuchte Nationalpark der Vereinigten Staaten, zieht einen Großteil der Besucher North Carolinas an. Ein weiterer Anziehungspunkt sind die jährlich veranstalteten NASCAR-Automobilrennen und die zwischen den Hochschulen ausgetragenen Wettkämpfe in den Collegesportarten.
Während Raleigh die Hauptstadt ist, ist die größte und wirtschaftlich bedeutendste Stadt Charlotte, nahe der Grenze zu South Carolina mit rund 900.000 Einwohnern und 2,8 Millionen in der Metropolregion. Weitere bedeutende Städte sind Greensboro, Durham, Winston-Salem, Fayetteville und die Küstenstadt Wilmington mit ihren Hafenanlagen.

## Geografie

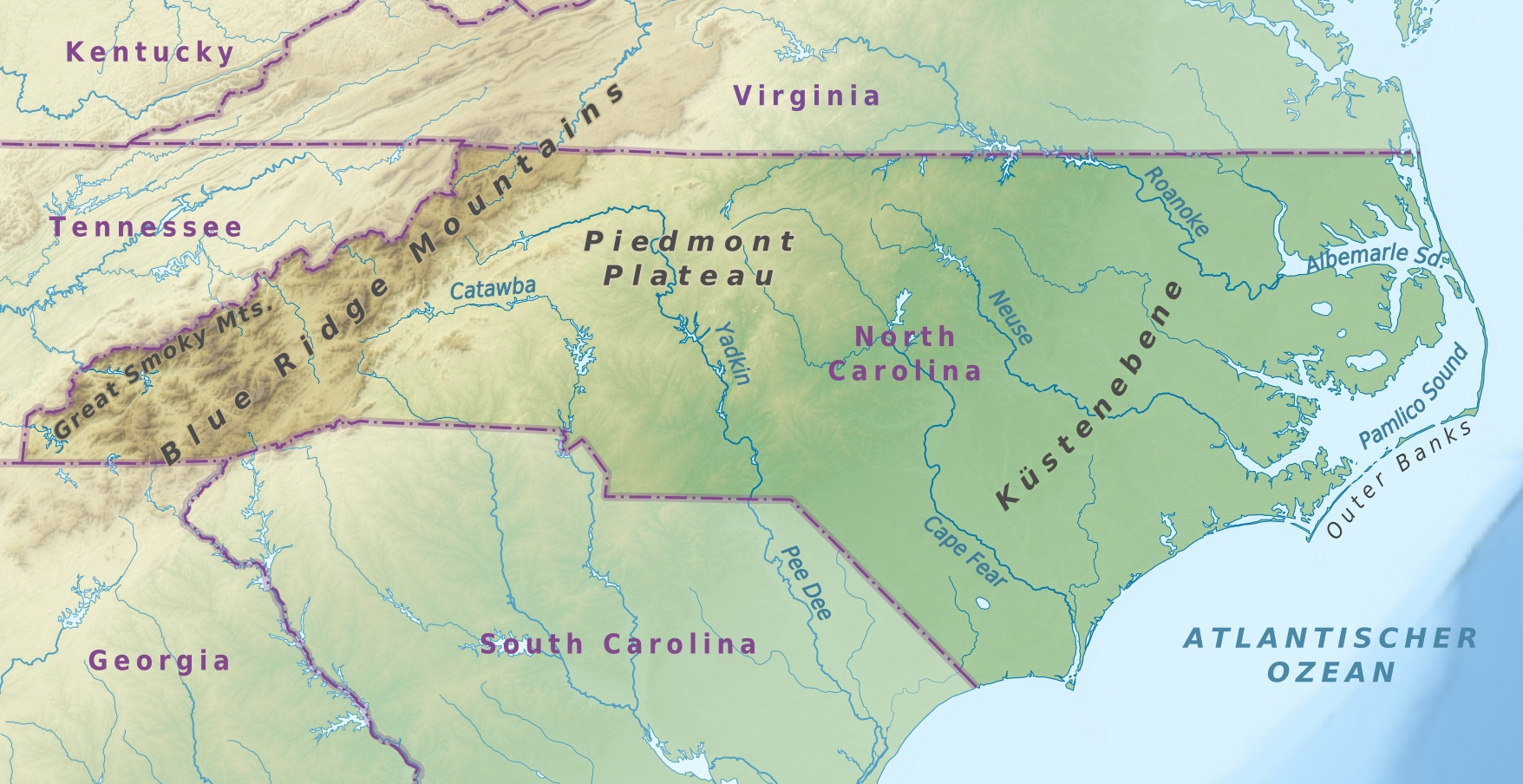
Topografische Karte North Carolinas

### Lage und Ausdehnung
North Carolina liegt an der Südostküste der Vereinigten Staaten und grenzt an die Bundesstaaten South Carolina und Georgia im Süden, Tennessee im Westen und Virginia im Norden. Im Osten liegt der Atlantik. Die Nordgrenze des Staats verläuft auf dem Breitengrad von 36°35′10″ im Westen bis 36°32′27″ im Osten. Die Westgrenze verläuft entlang des Kamms des Appalachen-Gebirges. Der südlichste Punkt des Staates liegt bei 33°50′57″ nördlicher Breite; seine Nord-Süd-Ausdehnung misst 300,3 Kilometer, die West-Ost-Ausdehnung zwischen 75°27′15″ und 84°19′01″ westlicher Länge beträgt 807,4 Kilometer. Der Staat umfasst eine Fläche von 139.389 Quadratkilometern, wovon 125.919 Quadratkilometer Landfläche sind, und ist damit etwas größer als Griechenland.

### Regionen
Geografisch und geologisch lässt sich North Carolina von Ost nach West in drei wesentliche Teile gliedern: die Küstenebene am Atlantik, das Piedmont-Plateau im Hinterland und die Bergregion der Appalachen.

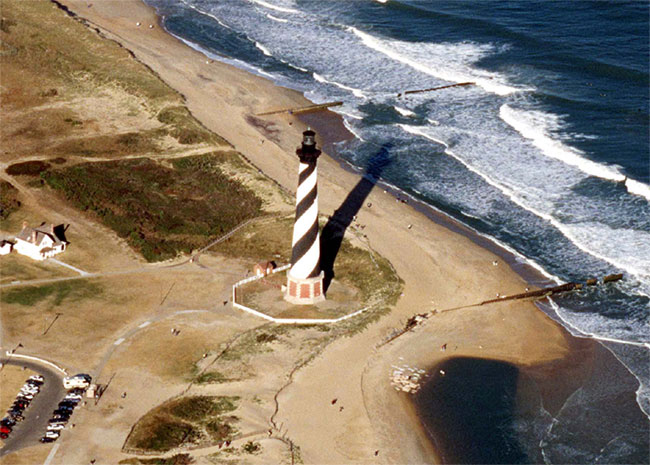
Leuchtturm im Cape Hatteras National Seashore auf den Outer Banks vor der Küste North Carolinas (Ansicht vor 1999)

Etwa zwei Drittel des Bundesstaates werden von der atlantischen Küstenebene eingenommen. Die Böden der sehr flachen Ebene sind sandig und sind von dichten Wäldern bewachsen, die überwiegend aus Kiefern und anderen immergrünen Bäumen bestehen. Die Böden eignen sich besonders für den Anbau von Tabak, Soja, Melonen und Baumwolle. Diese Region, zu der die Inner Banks gehören, ist die ländlichste North Carolinas, mit nur wenigen größeren Städten und Gemeinden. Dem Land vorgelagert sind die Outer Banks, eine Kette schmaler und variabler Düneninseln, die eine Barriere zwischen dem Atlantik und den im Landesinneren gelegenen Wasserwegen bilden. Die Outer Banks umschließen die beiden größten Lagunen der Vereinigten Staaten, den Albemarle Sound im Norden und den Pamlico Sound im Süden, deren Fläche jene des Staates Connecticut übersteigt. An North Carolinas Küste mangelt es an einem geeigneten natürlichen Hafen, weshalb sich nie ein bedeutender Seehafen wie beispielsweise Charleston in South Carolina oder Savannah in Georgia entwickelte. Der einzige größere Hafen des Staates, Wilmington, liegt etwa 25 Kilometer im Landesinneren am Cape Fear River. Die Küstenebene ist der größte und zugleich jüngste geologische Abschnitt des Staates. Sie besteht hauptsächlich aus Sedimentgestein, meist Sand und Lehm, im Süden der Küstenebene findet sich auch Kalkstein. Das wirtschaftlich bedeutsamste Mineral des Staates, für Dünger verwendbares Phosphat, wird in dieser Region abgebaut. Die Küstenebene wird durch die 90 Meter über dem heutigen Meeresspiegel liegende drei Millionen Jahre alte Küstenlinie begrenzt, die auch als fall zone (dt. Wasserfall-Gegend) bezeichnet wird; dort fällt das Piedmont Plateau relativ steil zur Küstenregion hin ab und die in den Appalachen entspringenden Flüsse des Staates weisen hier Stromschnellen und Wasserfälle auf.
Die Piedmont-Region im Zentrum des Staates ist die am stärksten urbanisierte und am dichtesten besiedelte Region North Carolinas. Das Piedmont ist eine hügelige Landschaft, die häufig durch kleinere Ausläufer der Berge sowie durch von Flüssen geformte Täler unterbrochen wird und aus beinahe völlig erodierten Überresten höherer Berge entstanden ist. Die geologischen Strukturen werden durch den Inner Piedmont Belt mit einem Alter von 750 bis 500 Millionen Jahren der Kings Mountain Belt, Milton Belt, Charlotte Belt, Carolina Slate Belt, Raleigh Belt und dem Eastern Slate Belt geprägt, die alle ein Alter zwischen 650 und 300 Millionen Jahren aufweisen. Ebenfalls Teil des Piedmont sind die mit 200 bis 190 Millionen Jahren deutlich jüngeren Triassic Basins, ehemalige Senkungsgräben, die durch Schlamm und ausgespülte Sedimente der angrenzenden höheren Gebiete aufgefüllt wurden. Im Carolina Slate Belt wurde 1799 der erste Goldfund der USA dokumentiert und zu Beginn des 19. Jahrhunderts Minen zur Goldgewinnung betrieben, heute werden neben Lithium und Ton in dieser Region vor allem Granit, Gneis und andere Materialien für das Baugewerbe abgebaut. Die Höhe des Piedmonts reicht von etwa 90 Metern im Osten bis hin zu 300 Metern über dem Meeresspiegel im Westen. Die Böden bestehen überwiegend aus dünnen steinigen Schichten auf Lehmbasis; nur am östlichen Rand des Plateaus finden sich sandige Hügel, die eine frühere Küstenlinie mit ihren Dünen und Stränden markieren. Auf den gut durchfeuchteten Böden werden vor allem Pfirsiche und Melonen angebaut, für die die Region bekannt ist. Durch die seit den 1970ern schnell voranschreitende Verstädterung der Landschaft wurde und wird die Landwirtschaft weitgehend verdrängt und weicht einer suburbanen Struktur.

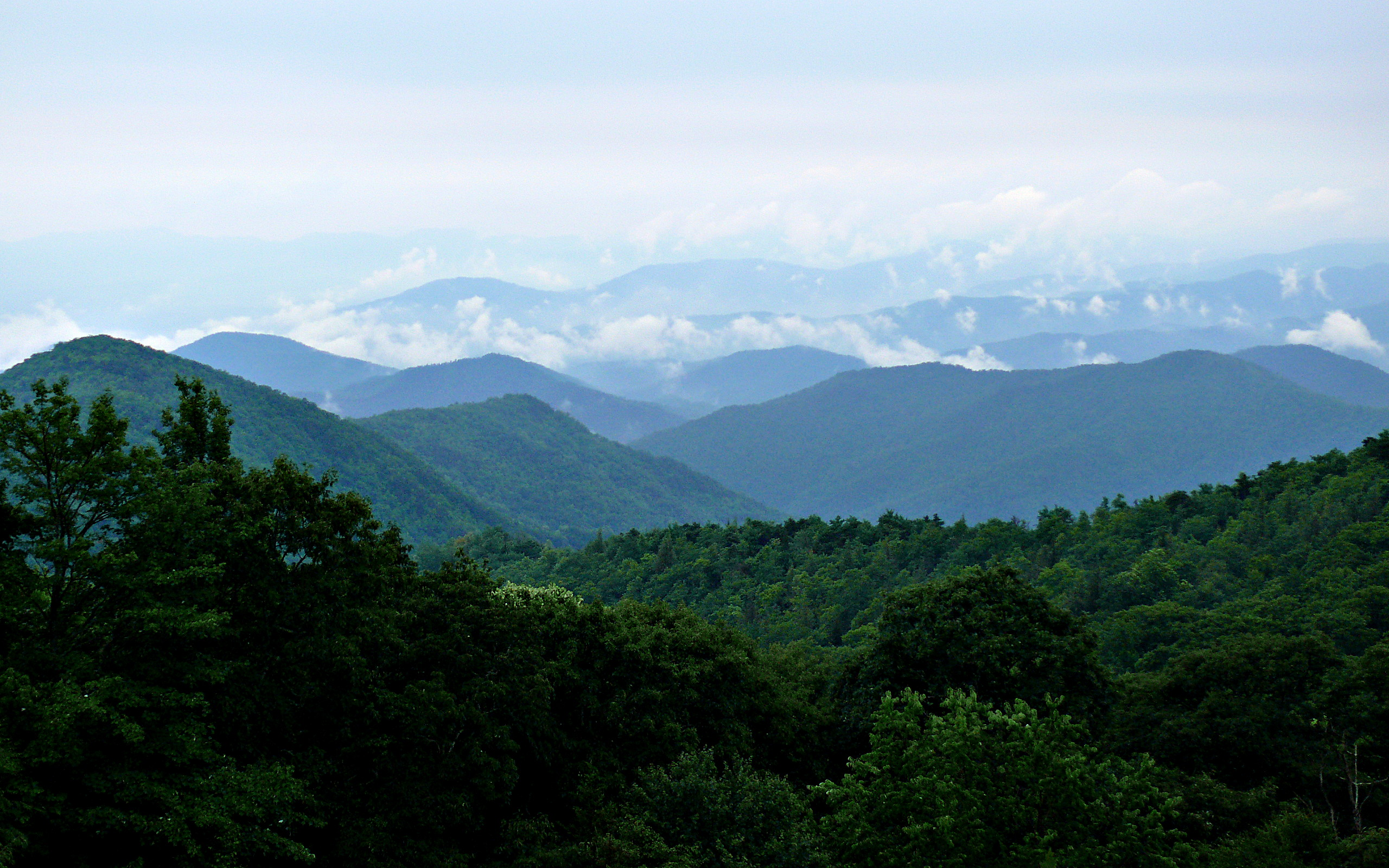
Die Blue Ridge Mountains im Westen des Staates

Die Gebirgskette der Appalachen bildet die Westgrenze des Staates. Die Berge auf dem Gebiet North Carolinas lassen sich in vier Bergzüge einteilen. Die Blue Ridge Mountains sind der größte Gebirgszug und verlaufen in einer gewundenen Linie durch den Westen des Staates mit gelegentlichen hohen Ausläufern über das umliegende Terrain; Der Mount Mitchell ist mit 2037 m die höchste Erhebung des Staates und zugleich der höchstgelegene Punkt der Vereinigten Staaten östlich der Rocky Mountains. Die Great Smoky Mountains, die auch als die Smokies bezeichnet werden, bilden die Westgrenze des Staates und sind der zweithöchste Gebirgszug North Carolinas. Das mit rund anderthalb Milliarden Jahren älteste Gestein findet sich im Westen des Staates. Der als Blue Ridge Belt bezeichnete Gürtel, zu dem auch die kleineren Abschnitte Murphy Belt und Grandfather Mountain Window gezählt werden, besteht aus magmatischen, sedimentären und metamorphen Gesteinen, die Feldspat, Glimmer und Quarz enthalten. Die Brushy Mountains sind deutlich kleiner und niedriger, ihr höchster Gipfel ist der Pores Knob. Er liegt 817 Meter über dem Meeresspiegel. Die Uwharrie Mountains sind der östlichste sowie zugleich älteste und niedrigste Gebirgszug North Carolinas. Die höchste Erhebung dieses Gebirgszugs ist der High Rock Mountain mit nicht einmal 350 Metern über den Meeresspiegel. Zwischen den Bergen liegen fruchtbare Täler, die mit zahlreichen Flüssen und Bächen durchzogen sind. Die Berge selbst sind mit üppigen Wäldern bewachsen, lediglich einige wenige Gipfel sind kahl mit einer prärieartigen Vegetation. Obwohl die Landwirtschaft in dieser Region noch eine wichtige Rolle spielt, nimmt die Bedeutung des Tourismus stetig zu und ist zum wichtigsten Wirtschaftszweig der Bergregion geworden.

### Gewässer

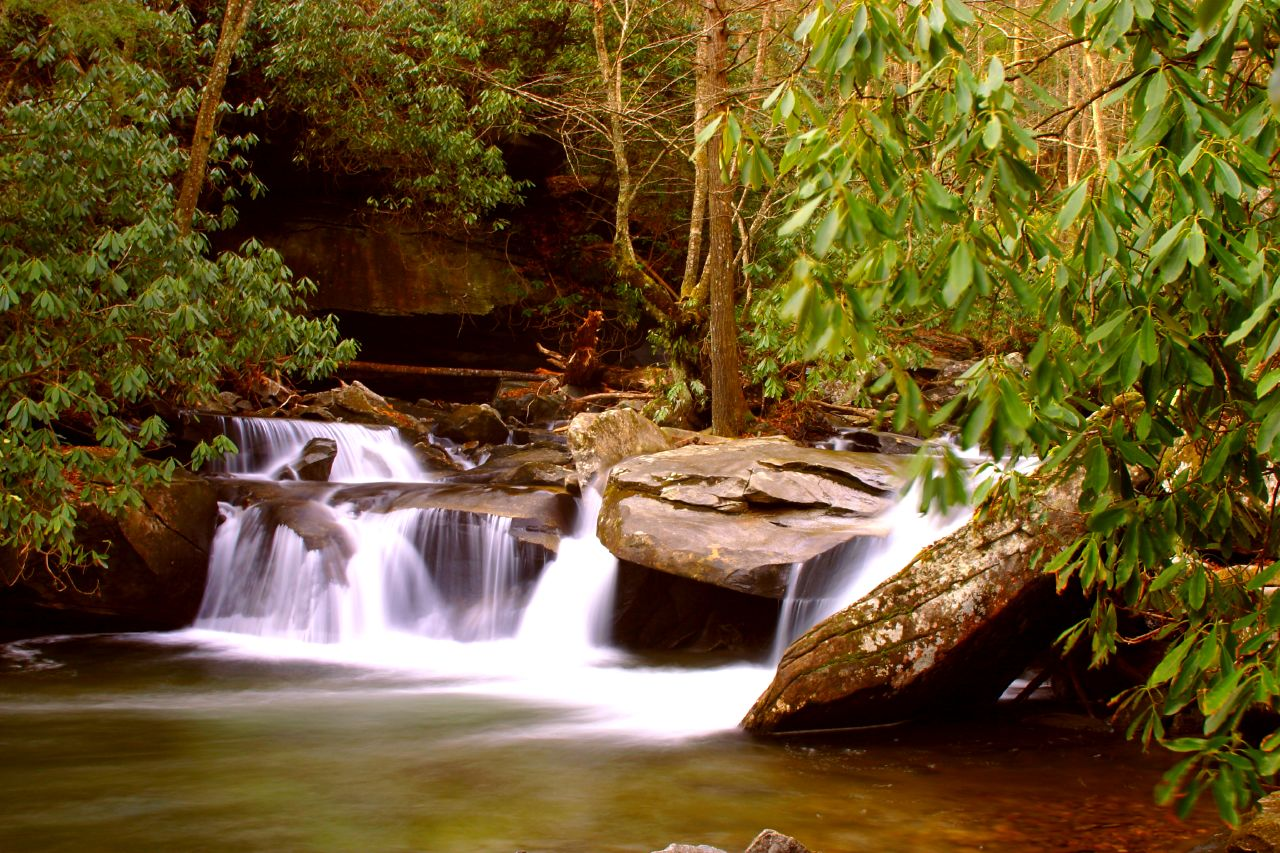
Der Davidson River in Transylvania County im Westen North Carolinas

Die Flusssysteme North Carolinas lassen sich im Wesentlichen in zwei Gruppen aufteilen. Die östliche Hauptwasserscheide Nordamerikas verläuft entlang des Kamms der Appalachen. Nur die Flüsse im äußersten Westen des Staates entwässern über den Mississippi zum Golf von Mexiko, die Flüsse, die an der Ostflanke des Gebirges entspringen, münden in den Atlantik. Letztere werden noch hinsichtlich ihrer Mündung unterteilt, die sich entweder auf dem Staatsgebiet North oder South Carolinas befindet. Die Trennung zwischen den Flusssystemen, die im Atlantik münden, wird durch eine Erhebung verursacht, die sich von den Ausläufern der Blue Ridge Mountains in südöstlicher Richtung fast bis zur Hafenstadt Wilmington entlang der Grenze zu Virginia zieht.
Der Catawba River und der Yadkin River fließen mit ihren Zuflüssen durch etwa 30 Countys des Staates. Sie ziehen sich wie ein Fächer durch das Land und entwässern einen großen Teil des Piedmont, bevor sie über die Grenze nach South Carolina fließen und dort die Küste erreichen. Chowan, Roanoke, Tar, Neuse und Cape Fear River münden in North Carolina und waren vor Erbauung der Eisenbahnrouten wichtige Handelswege. Nur einer der Flüsse fließt direkt ins Meer, die anderen fächern sich in der Küstenebene immer weiter auf und münden in den Sounds. Diese Lagunen und die dort mündenden Flüsse schaffen ein Netzwerk von Wasserwegen mit einer Länge von etwa 1800 Kilometern, das sich für die Dampf- und Segelschifffahrt eignet.

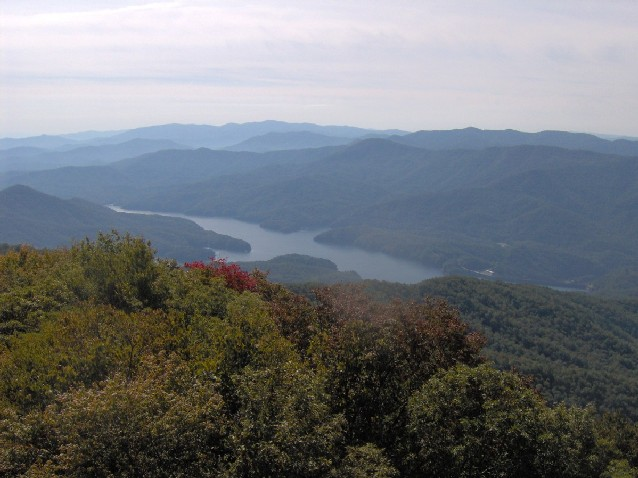
Fontana Lake bildet einen Teil der südwestlichen Grenze des Great-Smoky-Mountains-Nationalpark, im Hintergrund die Nantahala Mountains

Die Ufer der Flüsse werden im Oberlauf von Auwäldern mit Pappeln, Weiden und Erlen, im flachen Unterlauf von Wäldern mit Sumpfzypressen gesäumt. In ihrem Verlauf von den Hochplateaus zu den Niederungen überwinden sie Höhenunterschiede von mehreren hundert Metern durch Stromschnellen und Wasserfälle. In der kolonialen Vergangenheit nutzten vielfach Baumwollmühlen und andere Betriebe wie Sägewerke dieses Gefälle und begünstigten damit den Aufstieg vieler Städte und Ortschaften. Die Sounds und die flacher verlaufenden Flüsse in der niedrig gelegenen Küstenebene bieten reiche Fischbestände und Kolonien von Wasservögeln.
In North Carolina finden sich überall kleinere natürliche Seen; durch die Eindämmung der Flüsse durch Energieversorgungsfirmen sind aber auch größere Stauseen und Reservoirs entstanden, die neben der Flutkontrolle und der Energiegewinnung auch als touristische Ziele, Naherholungsgebiete und Jagd- und Angelregionen dienen. Ein größeres Seengebiet entstand beispielsweise durch den Rückstau des Yadkin River an den Ausläufern der Uwharrie Mountains: die Uwharrie Lakes. Der größte dieser Seen ist der High Rock Lake. Der größte durch Menschenhand in North Carolina geschaffene See ist mit einer Fläche von 129 Quadratkilometern der Lake Norman, ein Stausee am Catawba River, an dessen Ufer der Lake Norman State Park entstanden ist.

### Klima
Im größten Teil des Staates herrscht warmgemäßigtes Regenklima vor; ausgenommen sind die höher gelegenen Gebiete in den Appalachen, die zur Zone des vollfeuchten borealen Klimas gerechnet werden. Die Berge dienen oft als „Schild“ der Piedmont-Region, der niedrige Temperaturen und Stürme aus dem Mittleren Westen abhält. Die durchschnittliche Tagestemperatur in den meisten Gebieten des Staates liegt im Juli um 32 °C. Im Januar liegen die Temperaturen im Mittel bei 10 °C.

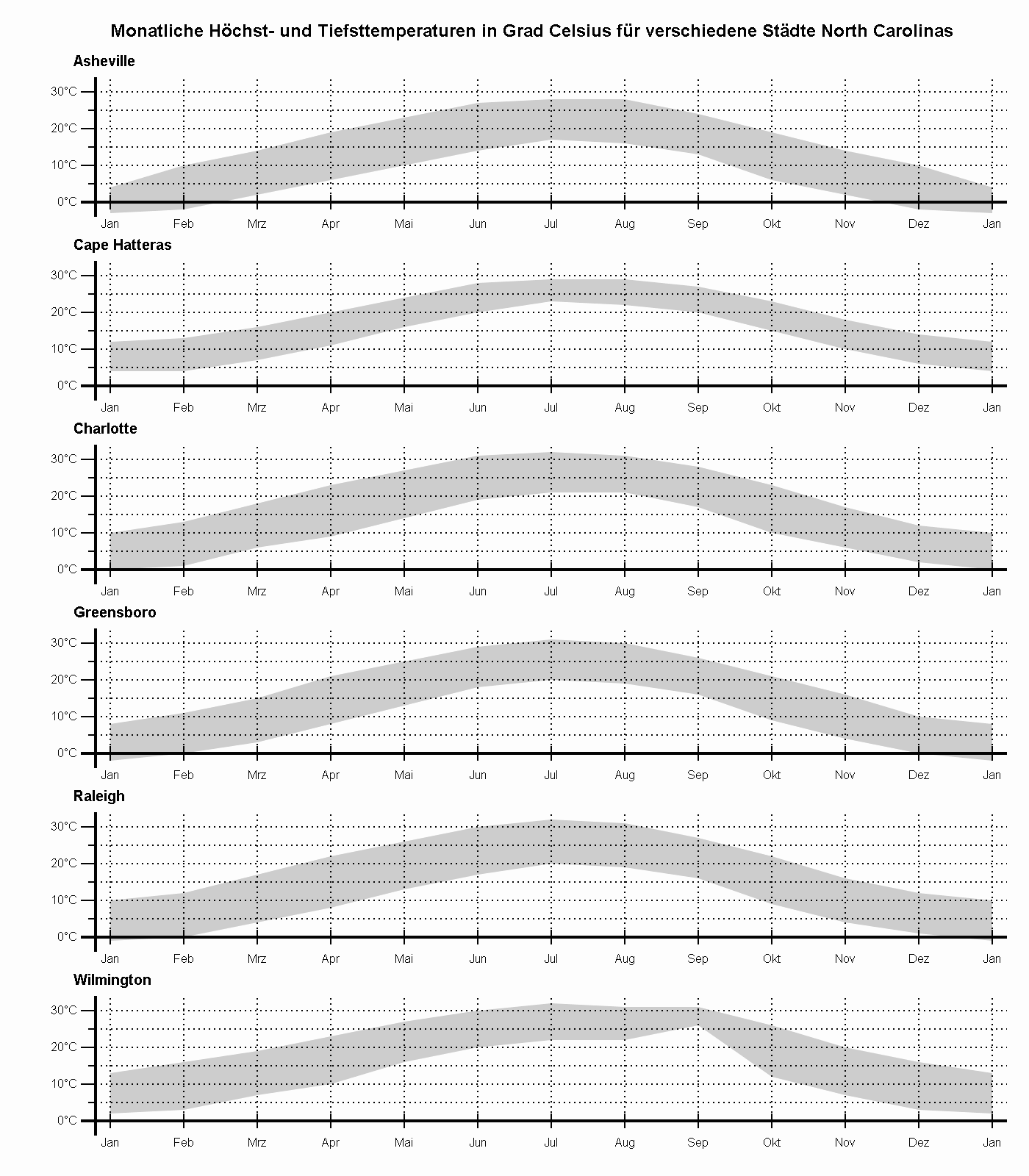
Monatliche Höchst- und Tiefsttemperaturen in Grad Celsius für verschiedene Städte North Carolinas

Die Küstenebene wird klimatisch vom Atlantischen Ozean beeinflusst, der im Winter für mildes und im Sommer für mäßig warmes Wetter sorgt. Die Tageshöchsttemperatur an der Küste liegt im Sommer bei 31 °C, während die Temperaturen im Winter selten unter 4 °C fallen. Die durchschnittliche Tageshöchsttemperatur in den Wintermonaten liegt in der Küstenebene um 15 °C, Temperaturen unter dem Gefrierpunkt sind äußerst selten. In der Küstenebene fallen jährlich etwa zwei Zentimeter Schnee, viele Winter sind völlig schnee- und eisfrei. Im Piedmont hingegen sind die Sommer wärmer und die Winter kälter als in der Küstenregion. Die Tageshöchsttemperaturen liegen im Sommer durchschnittlich bei über 32 °C, steigen aber selten über 37 °C. Im Winter liegen die Tagestemperaturen im Mittel um 10 °C und fallen nachts oft unter den Gefrierpunkt. Die jährlichen Schneefälle betragen zwischen 7 und 20 Zentimeter. Das Winterwetter im Piedmont ist bekannt für Graupelschauer und Eisregen, der in manchen Stürmen so heftig ausfallen kann, dass Bäume und Stromleitungen unter der Last zusammenbrechen. Die jährlichen Niederschlagsmengen und die Luftfeuchtigkeit im Piedmont sind niedriger als an der Küste oder in den Bergen, jährlich werden etwa 1000 Liter pro Quadratmeter Niederschläge gemessen. Das kühlste Gebiet North Carolinas sind die Appalachen; dort steigt die Temperatur im Sommer selten über 26 °C. Die durchschnittlichen Tagestemperaturen liegen im Winter zwischen −1 °C und 5 °C, oft sinken sie unter −9 °C. Es fällt zwischen 36 und 51 Zentimeter Schnee pro Jahr, in den höheren Region meist mehr.
Wegen der exponierten Lage an der Atlantikküste im äußersten Südosten wird North Carolina durchschnittlich einmal pro Jahrzehnt mit großer Wucht von einem Hurrikan getroffen, weitere tropische Stürme treffen den Staat etwa alle drei bis vier Jahre. In manchen Jahren kann North Carolina mehrmals von einem Hurrikan und weiteren tropischen Stürmen heimgesucht werden oder die Auswirkungen der Ausläufer dieser Stürme in der Küstenebene spüren. Nur die Bundesstaaten Florida, Texas und Louisiana werden häufiger von Hurrikans getroffen als North Carolina. Durchschnittlich werden an 50 Tagen pro Jahr Gewitter verzeichnet, einige davon so schwer, dass sie Hagel und Windböen von Orkanstärke verursachen. Obwohl die meisten Hurrikans Schäden in den Küstenregionen des Landes anrichten, können sie durchaus das Landesinnere erreichen und dort große Zerstörungen verursachen. Im Jahresdurchschnitt erlebt North Carolina weniger als 20 Tornados, die meisten werden durch Hurrikans oder tropische Stürme in der Küstenebene verursacht. Aus Gewitterstürmen entstehende Tornados kommen in den östlichen Teilen des Staates vor, während das westliche Piedmont oft durch die Berge vor solchen Stürmen geschützt wird. Ein weiteres Wetterphänomen namens Cold Air Damming, der Aufstau kalter Luftmassen, findet im Westen des Staates gelegentlich statt. Das kann die Stürme abschwächen, führt aber auch zu starkem Eisregen im Winter.

### Fauna und Flora

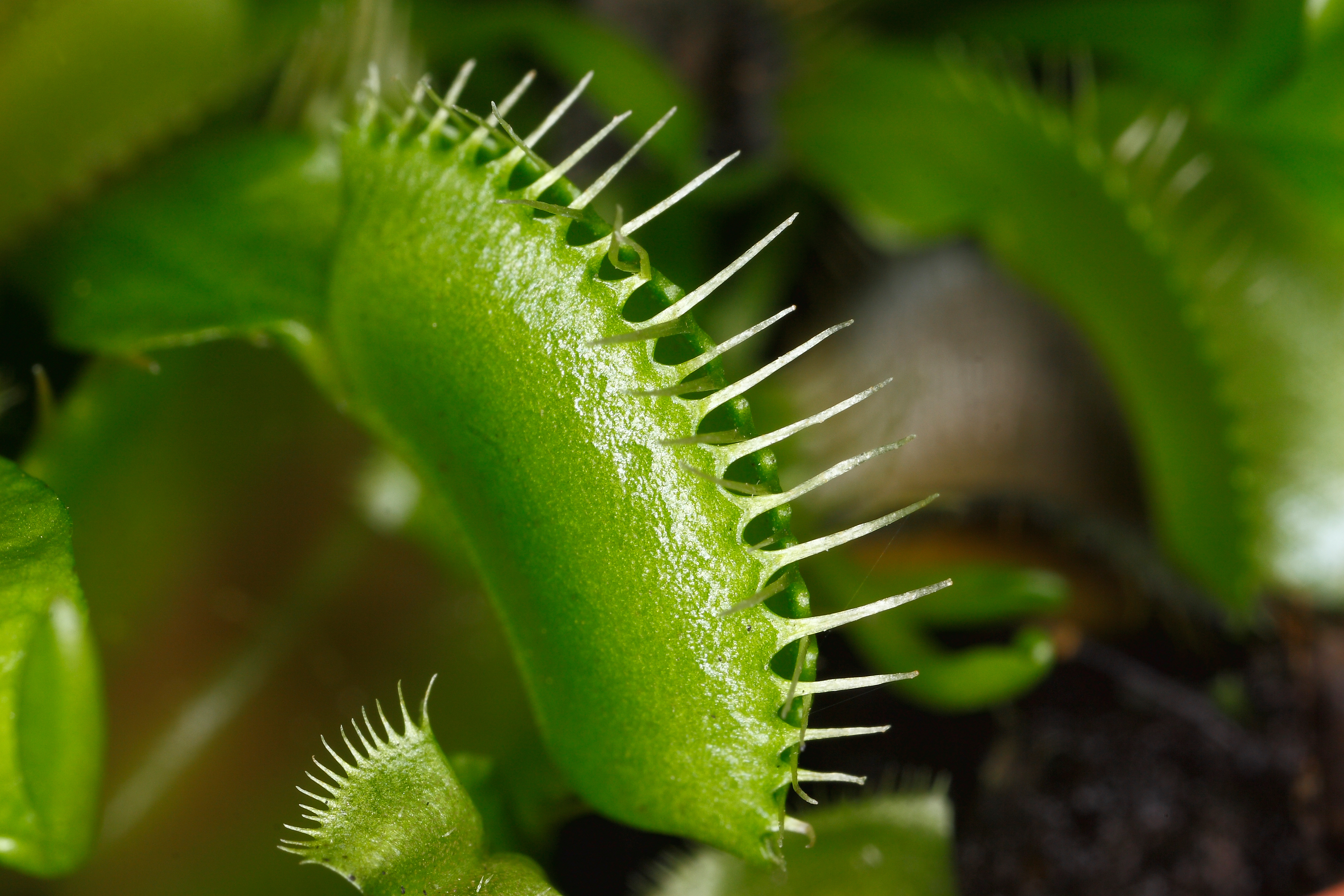
Die Venusfliegenfalle ist ausschließlich in der Region um Wilmington verbreitet

Die Fauna und Flora des Staates bietet ein sehr vielfältiges Bild, das von dem sparsamen und flachwurzelnden Bewuchs der Küstenregion und den dort lebenden amerikanischen Alligatoren bis hin zu den von Bären und Weißwedelhirschen bewohnten Nadelwäldern in den Appalachen reicht. Dabei sind im Flachland die typischen Pflanzen und Tiere des Südostens vertreten, während in den höheren Lagen mehr nördlich verbreitete Arten vorkommen. Insgesamt etwa 300 Baumarten und -unterarten sowie etwa 3000 verschiedene blühende Pflanzen wurden gezählt. Etliche der in North Carolina vorkommenden Pflanzen und Tierarten gelten als gefährdet, teilweise bezieht sich das auf das Vorkommen im Staat, aber auch landesweit gefährdete Arten haben ihren Lebensraum in North Carolina, beispielsweise verschiedene Walarten und die Blue-Ridge-Goldrute.
In der Küstenregion siedeln sich in den Salzwiesen und Marschen vor allem das Schlickgras Spartina patens und das Gras Distichlis spicata an, auf Küstendünen wächst das hohe Gras Uniola paniculata (sea oats). An Bäumen wachsen vor allem virginische Zedern und Kiefern, in den Schwarzwassersümpfen der Region finden aber auch Sumpfzypressen, Sumpf-Magnolien und Tupelobäume gute Wachstumsbedingungen. Weltweit ausschließlich in den Pocosin-Mooren um Wilmington ist die Venusfliegenfalle verbreitet. Neben verschiedenen Salz- und Süßwasserfischen leben auch Austern, Seeschildkröten und die geschützten amerikanischen Alligatoren in den Flüssen, Seen und an der Küste des Staates. Eine Besonderheit der Outer Banks sind die Bank Ponys, die halbverwildert auf der Inselkette leben.

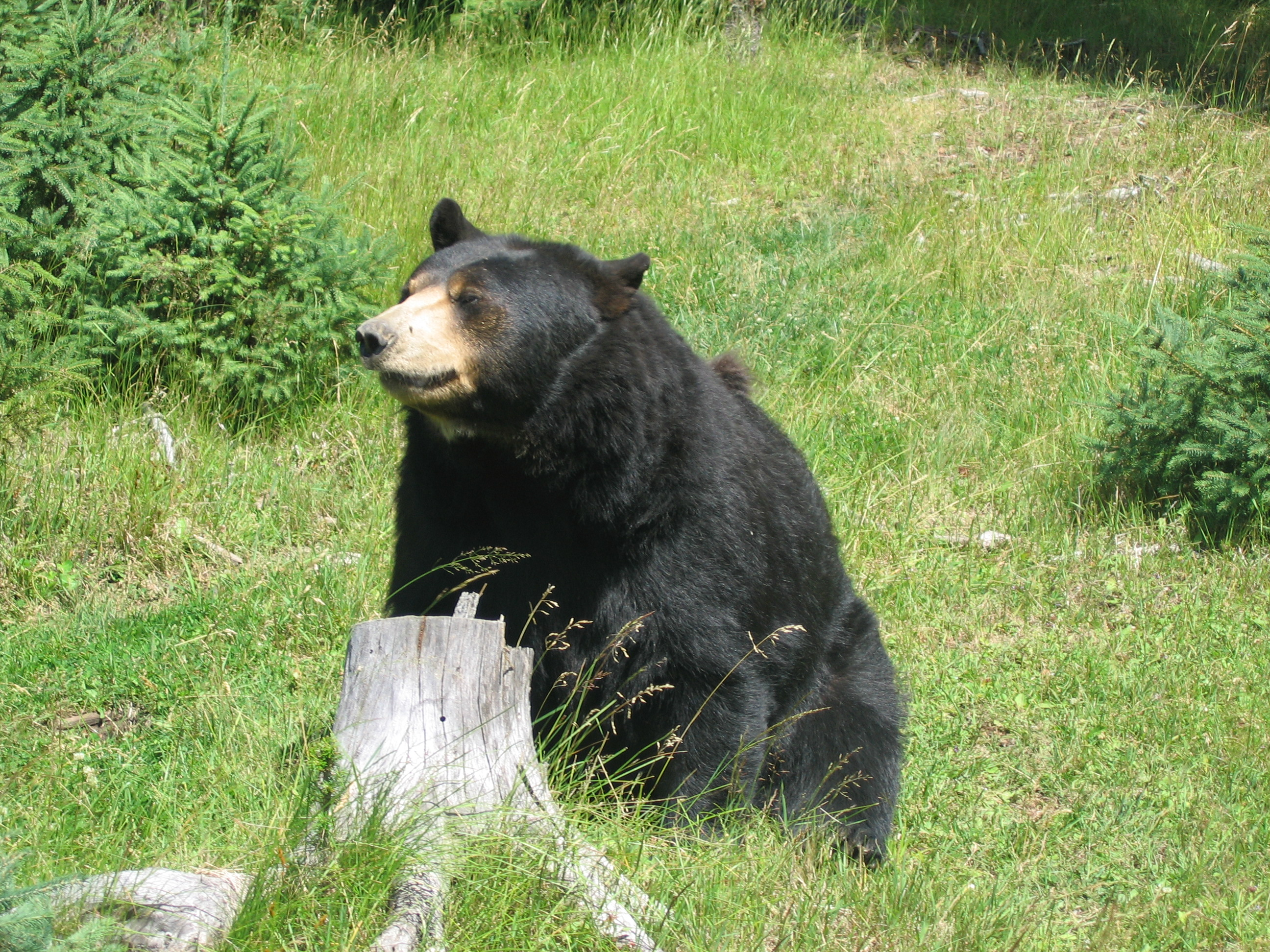
Schwarzbären leben im Gebiet des Great Smoky Mountains im Westen des Staates

Im Piedmont können die Bäume tiefer wurzeln, die Wälder werden von verschiedenen Eichen- und Hickory-Arten dominiert, früher auch von Amerikanischer Kastanie. Verschiedene Arten von Pappeln, Birken, Linden, Rosskastanien und Ahorn wachsen dort, dazu kommen beispielsweise der Carolina-Schierling und verschiedene Orchideenarten. Verbreitete Tierarten sind neben Waschbären und Eichhörnchen auch Opossums, einige von Aussterben bedrohte Fledermausarten und Biber. Die Flüsse und Seen werden von Barschen, Welsen und anderen Fischen besiedelt, außerdem gibt es eine Vielzahl verschiedener Wasservögel, vor allem Enten- und Gänsearten.
Zu den Bergen hin geht die Vegetation in Nadelwälder über, teilweise überschneiden sich hier die Lebensräume der Tiere mit dem Piedmont. Bereits ausgerottet sind Grauwölfe und Berglöwen, allerdings kommen Rotluchse in den Wäldern North Carolinas vor. Im Bereich der Great Smoky Mountains leben außerdem Schwarzbären, die inzwischen eine Touristenattraktion darstellen. Die erst im 19. Jahrhundert eingeführten Wildschweine treten verbreitet auf, genauso wie Weißwedelhirsche. In den klaren Flüssen der Berge leben Forellen und Barsche.

## Bevölkerung

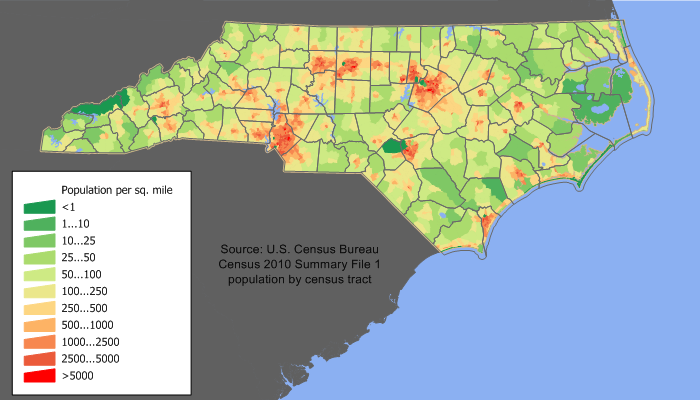
Bevölkerungsdichte

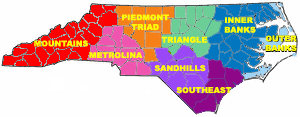
Sozioökonomische Regionen

### Bevölkerungsdichte
Die Bevölkerungsdichte des Staates beträgt 63,8 Einwohner pro Quadratkilometer. Die großen Städte North Carolinas befinden sich fast ausschließlich in drei Metropolregionen, in denen mehr als die Hälfte der Gesamtbevölkerung des Staates lebt:
- Die grenzüberschreitende Agglomeration „Metrolina“ im Gebiet der Städte Charlotte, Gastonia und Salisbury (North Carolina) auf dem Gebiet North und South Carolinas mit rund 2,2 Millionen Einwohnern.
- Das „Triangle“, ein Dreieck zwischen den Städten Raleigh, Durham und Cary mit über anderthalb Millionen Einwohnern.
- Die „Piedmont Triad“ zwischen Greensboro, Winston und Salem-High Point mit ca. 1,5 Millionen Einwohnern.

Die drei größten Städte sind Charlotte mit 874.579, Raleigh mit 467.665 und Greensboro mit 299.035 Einwohnern (Stand: 2020). Weitere Städte und Orte sind in der Liste der Städte in North Carolina aufgeführt.

### Bevölkerungsentwicklung
Die Bevölkerung North Carolinas wächst seit Jahrzehnten stetig und erhöhte sich zwischen 1990 und 2000 von 6,6 Millionen auf 8 Millionen Einwohner. Nach Angaben des U.S. Census Bureau lebten am 1. Juli 2009 9.380.884 Einwohner auf dem Staatsgebiet, dies ist ein Anstieg um 16,7 % beziehungsweise 1.340.334 Einwohnern seit dem Jahr 2000. Dieser Wert übersteigt deutlich die durchschnittliche Wachstumsrate der USA, die etwa 8 % beträgt. Das Wachstum enthält einen natürlichen Bevölkerungsanstieg um 412.906 Menschen, es wurden 1.015.065 Kinder geboren und 602.159 Menschen starben. Im selben Zeitraum migrierten 591.283 Menschen aus anderen Bundesstaaten nach North Carolina, 192.099 Einwanderer kamen aus dem Ausland. Zwischen 2005 und 2006 überholte North Carolina den Bundesstaat New Jersey und rangiert nun auf Platz 10 der bevölkerungsreichsten Staaten.
Die Bewohner North Carolinas ordnen sich selbst folgenden Bevölkerungsgruppen zu: 74 % Weiße, 21,7 % Afro-Amerikaner, 7,0 % Mittel- bzw. Lateinamerikaner, 1,9 % Asiaten, 1,2 % Indianer. 6,7 % der Bevölkerung ist jünger als 5 Jahre, 24,4 % sind unter 18 und 12 % sind 65 Jahre alt oder älter. Der geschätzte Anteil der Frauen an der Bevölkerung beträgt 51,1 %.

### Bevölkerungsgruppen

#### Afroamerikaner
Etwas über ein Fünftel der Bevölkerung des Staates ist afroamerikanischer Abstammung; seit den 1970er Jahren steigt ihr Anteil an der Mittelschicht aufgrund eines verbesserten Zugangs zur Bildung. Die afroamerikanische Bevölkerung lebt vorwiegend in der im Osten gelegenen Küstenebene und in Teilen des Piedmont Plateaus, historisch eine Region, in der Schwarze gearbeitet haben und in der noch heute die meisten Arbeitsplätze entstehen. Afroamerikanische Gemeinden existieren zu Hunderten in den ländlichen Countys im zentralen Süden und im Nordwesten des Staates; Stadtteile mit überwiegend schwarzer Bevölkerung gibt es in den Städten Charlotte, Raleigh, Durham, Greensboro, Fayetteville, Wilmington und Winston-Salem.
Die Familiengeschichte derer, die beim staatlichen Zensus zwischen 1790 und 1810 als „andere freie Personen“ erfasst wurden, zeigt, dass diese zu 80 % von den migrierten freien Schwarzen aus dem kolonialen Virginia abstammten. Die meisten stammten von freien afroamerikanischen Familien aus Verbindungen zwischen freien weißen Frauen oder Vertragsarbeiterinnen und freien, in Arbeitsverträgen gebundenen oder versklavten afrikanischen Männern ab. Indianer, die englische Gebräuche annahmen, wurden Teil der afroamerikanischen Gemeinden und heirateten in diese Familien ein. Einige hellhäutigere Abkömmlinge bildeten ihre eigenen, von den anderen getrennten Gemeinschaften und bezeichneten sich selbst oft als „Indianer“ oder „Portugiesen“, um den negativen Konsequenzen einer schwarzen Abstammung zu entgehen. In den Bergregionen und dem ländlichen Piedmont leben nur wenige Afroamerikaner, in einigen Countys in den Appalachen betrug die Zahl der schwarzen Bewohner in der Vergangenheit nie mehr als ein paar Dutzend Bürger.

#### Asiatische Amerikaner
Der früheste Nachweis asiatischer Immigration geht auf die Anwerbung aus China stammender Arbeiter in der Landwirtschaft Mitte des 18. Jahrhunderts zurück. Die berühmten chinesisch-malaiischen siamesischen Zwillinge Chang und Eng Bunker ließen sich 1839 in Wilkesboro nieder. Japanische, philippinische, und koreanische Amerikaner siedelten sich ab dem Beginn des 20. Jahrhunderts in North Carolina an. Der Staat beherbergt eine der am schnellsten wachsenden asiatisch-amerikanischen Bevölkerungsgruppen des Landes, diese setzt sich vor allem aus Indoamerikanern (Desi) und vietnamesischen Amerikanern zusammen. Deren Bevölkerungszahlen haben sich in den Jahren zwischen 1990 und 2002 nahezu vervierfacht. Die Zahlen der aus dem Volk der Hmong stammenden Personen ist in North Carolina seit den 1980er Jahren auf 12.000 gestiegen.

#### Europäische Amerikaner
Die zuerst besiedelte Küstenregion zog vor allem englische Immigranten an, darunter viele Schuldknechte, die in die Kolonien transportiert wurden, und Nachkommen der Einwanderer aus Virginia. Hinzu kamen protestantische Einwanderer aus Kontinentaleuropa, besonders Hugenotten und Deutschschweizer, die sich in New Bern niederließen. Walisische Einwanderer siedelten im 18. Jahrhundert, gemeinsam mit anderen Gruppen von den britischen Inseln, östlich des heutigen Fayetteville.
Amerikaner schottisch-irischer und englischer Abstammung leben überall in North Carolina, während historisch der Piedmont und das Hinterland von den schottisch-irischen und nord-englischen Einwanderern besiedelt wurde. Sie waren die letzte und zahlreichste Gruppe der englischen Einwanderer, die vor dem Unabhängigkeitskrieg in North Carolina eintraf. Sie besiedelten den Süden der Bergregion und konnten dort ihre althergebrachte unabhängige Lebensweise, meist als selbstständige Farmer, führen.
In der Region um Winston-Salem stammt ein beträchtlicher Teil der Bevölkerung von deutschsprachigen Einwanderern aus Böhmen ab. Diese wanderten im Zuge einer Immigrationswelle der protestantischen Herrnhuter Brüdergemeine Mitte des 18. Jahrhunderts nach North Carolina ein. Während des frühen 20. Jahrhunderts siedelte sich eine Gruppe orthodoxer Einwanderer aus der Ukraine in Pender County an.

#### HispanicsundLatinos
Seit 1990 steigt die Zahl der Hispanics und Latinos in North Carolina rapide an. Ursprünglich Wanderarbeiter, arbeiten sie meist als ungelernte Hilfskräfte. Der Zugang zu diesem Bereich wurde vereinfacht und infolgedessen siedeln sich immer mehr Hispanics im Staat an. Sie stammen überwiegend aus Mexiko, Zentralamerika und der Dominikanischen Republik. Inzwischen gibt es in vielen Städten hispanische Viertel, es gibt größere Zahlen kubanischer Amerikaner und Puerto-Ricaner. Das Pew Hispanic Center schätzte 2005 basierend auf den Zahlen des U.S. Census Bureaus, dass etwa 65 % der Latinos in North Carolina, also 300.000 Menschen, als illegale Einwanderer in das Land eingereist seien. Die spanischstämmige Bevölkerung ist damit von 77.726 Menschen im Jahre 1990 auf 517.617 gewachsen, ein Anstieg von 13,5 % pro Jahr.

#### Nordamerikanische indigene Völker
Nur in fünf anderen Bundesstaaten, namentlich Kalifornien, Arizona, Oklahoma, New Mexico und Texas, leben mehr amerikanische indigene Völker als in North Carolina. Insgesamt gibt es in den USA 2.824.751 Personen indianischen beziehungsweise alaskanischen Ursprungs, das sind 0,95 % der Gesamtbevölkerung. In North Carolina lebten 2007 nach Schätzungen 111.853 Indianer. Der Bundesstaat erkennt acht Stämme innerhalb seiner Grenzen an, von denen allerdings nur einer auch auf Bundesebene als federally recognized tribe anerkannt ist.
federally recognized Indian tribe
- die Eastern Band of Cherokee Indians wurde von den Vereinigten Staaten im Jahre 1868 und von North Carolina 1889 anerkannt. Sie leben mit etwa 13.400 eingetragenen Stammesmitgliedern überwiegend im östlichen Anteil der Countys Swain, Graham und Jackson. Die meisten leben im Reservat Qualla Boundary, das ein 230 km² großes Gebiet umfasst, Hauptstadt und Verwaltungssitz der Eastern Band of Cherokee ist Cherokee.

state recognized Indian tribes
- der Haliwa-Saponi Indian Tribe erhielt 1965 die staatliche Anerkennung und umfasst etwas mehr als 3800 eingetragene Mitglieder, sind Nachkommen der Sioux-sprachigen Saponi, Occaneechee, Tutelo, Keyauwee, Enoke (Eno), Shakori, der Stuckanox sowie der Algonkin-sprachigen Nansemond und Irokesisch-sprachigen Tuscarora, Verwaltungssitz ist Hollister, leben heute im Nordosten der Countys Halifax und Warren.[33]
- die rund 2000 Stammesmitglieder des Waccamaw Siouan Tribe leben in den Countys Bladen und Columbus an der Atlantikküste. Sie wurden von North Carolina 1971 anerkannt.[34] Sie sind nicht mit den ebenfalls state recognized Waccamaw Indian People (of Conway) (auch Chicora Waccamaw) in South Carolina zu verwechseln.[35]
- der Coharie Indian Tribe, repräsentiert durch das Coharie Intra-tribal Council, Verwaltungssitz ist Clinton, besitzen Land im Gebiet der Countys Sampson und Harnett, sind Nachkommen der Neusiok, wurden 1911 von den USA bereits anerkannt, jedoch wurde diese Anerkennung zunächst von North Carolina nicht akzeptiert. Ein weiteres Anerkennungsverfahren im Jahre 1971 war erfolgreich.[36]
- der Sappony Tribe wurde von North Carolina 1911 als Stamm anerkannt, umfasst etwa 850 eingetragene Mitglieder, Verwaltungssitz befindet sich in High Plains Indian Settlement, war früher als Indians of Person County, North Carolina bekannt, änderte 2003 den Namen in Sappony Tribe, um auf ihre Herkunft und Kultur zu verweisen.[37]
- die Occaneechee Band of the Saponi Nation (bis 1995 Eno-Occaneechi Indian Association genannt), Nachkommen der Occaneechee, Enoke (Eno) und Saponi, lebt mit 800 Mitgliedern in den Countys Orange und Alamance, wurde am 4. Februar 2002 als achter Stamm von North Carolina staatlich anerkannt.[38]
- der Meherrin Indian Tribe, verwandt mit den einst benachbarten irokesisch-sprachigen Tuscarora und den nördlich lebenden Irokesen, lebt überwiegend in den ländlichen Gebieten der Countys Hertford, Bertie und Gates im Nordosten North Carolinas in der Nähe des gleichnamigen Flusses an der Grenze zu Virginia, wurde 1986 von North Carolina staatlich als Stamm anerkannt und umfasst rund 900 Mitglieder, Verwaltungssitz befindet sich im Ort Winton, heute der kleinste Stamm in North Carolina.[39]
- der Lumbee Tribe of North Carolina leben größtenteils in den Countys Robeson, Hoke, Cumberland und Scotland im Südosten des Staates, Kultur- und Verwaltungszentrum ist die Stadt Pembroke. Sie stellen einen Sonderfall dar. Die USA erkannten mit dem sog. Lumbee Act of 1956 diese auf Bundesebene zwar als Stamm an, verweigerten ihnen jedoch alle Rechte und Unterstützungen, die offiziell von der Bundesregierung anerkannten Stämmen zustehen. Vom Bundesstaat North Carolina unter dem Namen Croatan Indians bereits 1885 als indianisches Volk anerkannt, änderte die Regierung 1911 den Stammesnamen in Indians of Robeson County sowie 1913 in Cherokee Indians of Robeson County. 1953 wurde der Name in Lumbee Tribe of North Carolina umbenannt,[40] Nachkommen von meist Cheraw und verwandten Sioux-sprachigen Stämmen sowie Afro-Amerikanern (meist entflohenen Sklaven) und Weißen, werden sie von Forschern daher heute zu den tri-racial isolate, also als isolierte Bevölkerungsgruppe, die von drei Ethnien abstammt (Indianern, Afro-Amerikanern und Weißen) gerechnet. Mit etwa 55.000 Mitgliedern sind die Lumbee der achtgrößte Indianerstamm der USA, der größte östlich des Mississippi sowie von North Carolina.[25]

### Religionen

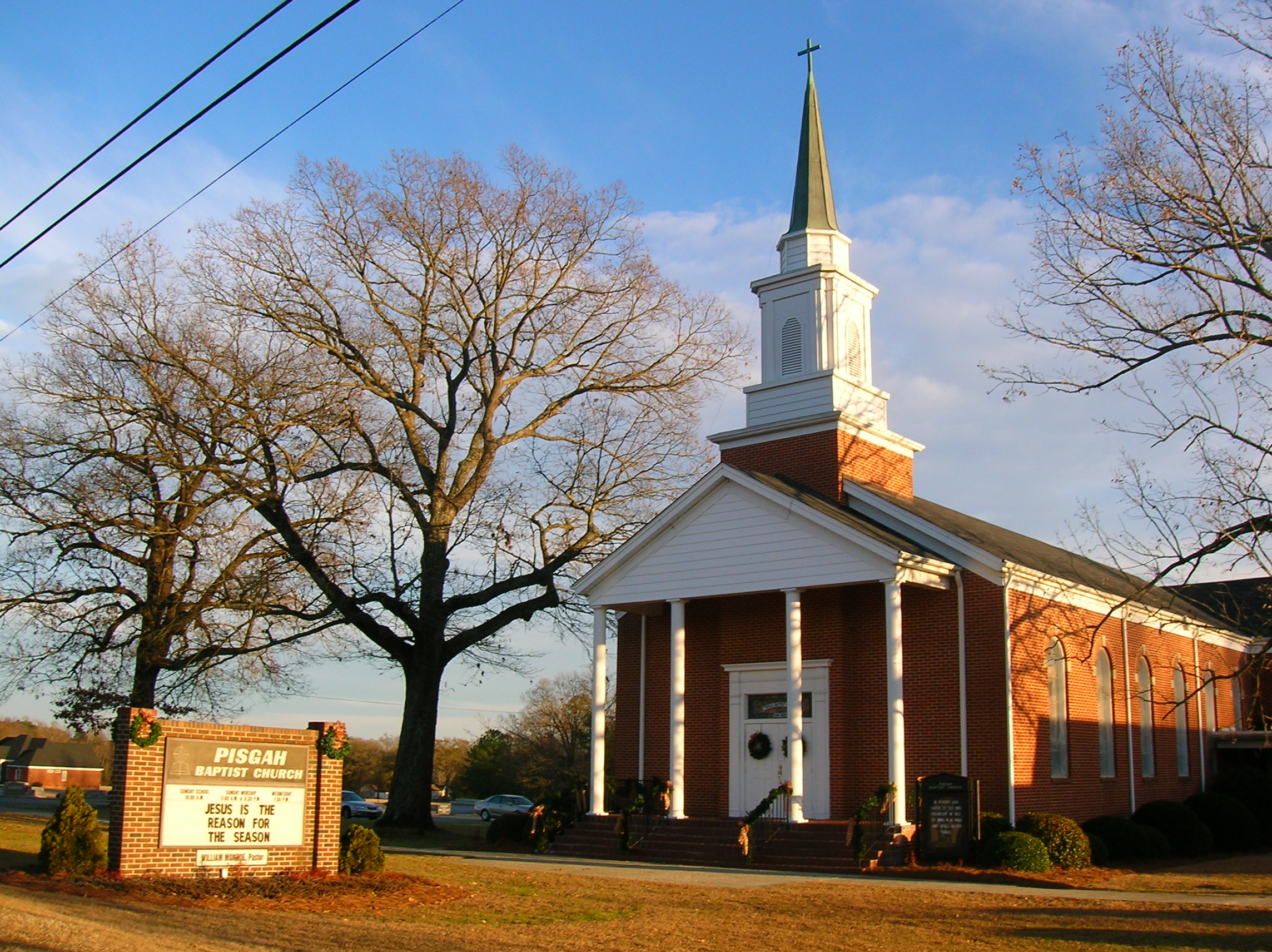
Baptist Church in Four Oaks

North Carolina ist Teil des Bible Belt, in dem die Bevölkerung traditionell mit einer überwältigenden Mehrheit protestantisch war und im späten 19. Jahrhundert die Southern Baptists dominierten. Durch den Zuzug von Bürgern aus den nördlichen Staaten und Immigranten aus Lateinamerika steigt der Anteil der Katholiken und der Juden kontinuierlich, 2007 betrug der Anteil der Katholiken 7 %, der der Juden 1 %. Der Wechsel ist vor allem in den urbanen Gebieten des Staates sichtbar, dort haben sich die meisten der Einwanderer niedergelassen und die Bevölkerung stammt aus den unterschiedlichsten Kulturkreisen. Auf dem Land bleibt die baptistische Kirche mit 38 % die vorherrschende christliche Denomination, gefolgt von der zweitgrößten protestantischen Kirche, den Methodisten mit 9 %. Diese sind im nördlichen Piedmont stark vertreten, vor allem in Guilford County. Dort und im Nordosten des Staates gibt es auch einen beträchtlichen Anteil von Quäkern. Die Mitglieder der presbyterianischen Kirche, ursprünglich schottischer und irischer Abstammung, machen 3 % der Gläubigen aus. Sie sind in Charlotte und in Scotland County besonders stark vertreten. Andere Denominationen im Staat sind unter anderen die Lutheraner, die Kongregationalisten, Mormonen und die Church of God. Der Anteil nicht religiöser Bewohner des Staates, beziehungsweise von Atheisten und Agnostikern, beträgt 10 %.
Die wichtigsten Religionsgemeinschaften im Jahr 2010: 1.513.059 Southern Baptist Convention, 659.064 United Methodist Church, 565.051 Protestantismus ohne konfessionelle, 428.860 Katholische Kirche (Bistum Charlotte/Bistum Raleigh), über 300.000 Pfingstbewegung, 185.669 Presbyterian Church (U.S.A.). Es gibt viele andere, vor allem protestantisch geprägte Konfessionen.

## Geschichte

### Indigene Völker und englische Besiedlung
Die indianische Besiedlung North Carolinas reicht bis in die paläoindianische Ära ins 10. Jahrtausend v. Chr. zurück. Jäger und Sammler lebten wohl zuerst im Piedmont. Aus der archaischen Periode, die etwa von 7500 bis 1000 v. Chr. andauerte, finden sich gebietstypische Projektilspitzen, die nach einem Fundort in den Uwharrie Mountains als Hardaway bezeichnet werden. Es ist der bedeutendste Fundplatz der Ostküste, denn er war mehrere Jahrtausende lang bewohnt und war bis zur Ausgrabung ungestört. Die nacheiszeitliche Tundrenlandschaft wich dichten Wäldern, die Lebensweise änderte sich insofern, als die Einwohner nicht mehr den Karibuherden folgten, sondern zunehmend große Schweifgebiete bevorzugten. Nüsse und andere Vegetabilien sowie Fische machten einen zunehmenden Anteil an der Ernährung aus, die Bevölkerung wuchs. Steinerne Gefäße und Holzwerkzeuge waren Handelsobjekte, gewaltige Mengen von Rhyolith wurden aus dem Morrow Mountain gebrochen und im Umkreis von 75.000 km² gehandelt; schließlich entstand eine Art Gartenbau, bei dem der Kürbis eine zentrale Rolle spielte. Hinzu kamen Eicheln und Hickory-Nüsse. Zwischen 6000 und 3000 v. Chr. herrschte ein ausgesprochen warmes Klima vor, das ein starkes Bevölkerungswachstum ermöglichte, die Territorien der Einzelstämme schrumpften dramatisch, immer mehr Dörfer entstanden an den Flüssen, wo vor 3000 v. Chr. zunehmend Gartenbau betrieben wurde. Die Jagd wurde nur noch saisonal ausgeübt, Fernhandel brachte Muscheln vom Golf von Mexiko und Kupfer von den Großen Seen in das Gebiet und es entstand ein weitläufiges Wegenetz.
Diese Kultur veränderte sich um 1000 v. Chr. durch die Woodland- und die Mississippi-Kultur, wobei bis etwa 1000 n. Chr. eine große Kontinuität bestand. Besonders wichtig war der einsetzende Gebrauch von Keramik, die sogenannte Swannanoa ware, wobei unklar ist, ob Gruppen eingewandert sind oder ob ansässige Gruppen diese Technik übernommen haben. Auf die nun ansässigen Gruppen gehen in jedem Falle die historischen Stämme zurück, die die ersten Europäer antrafen. Von etwa 300 v. bis 200 n. Chr. datiert man das Pigeon, dieser Phase folgte bis etwa 600 das Connestee.
Vom Mississippi kamen starke Einflüsse. Diese riesigen Gebiete wurden als Hopewell Interaction Sphere nach der Hopewell-Kultur benannt. North Carolina wurde dadurch kulturell zweigeteilt. Während im Küstenbereich und im nördlichen Piedmont ab etwa 1000 die als Late Woodland bezeichnete Kultur vorherrschte, die an die der Vorgänger anknüpfte und offenbar eine egalitäre politische und gesellschaftliche Struktur aufwies, waren die Gebirgszonen und der südliche Piedmont durch eine ausgeprägte Schichtung der Gesellschaft gekennzeichnet. Eine wohl erbliche Führungsschicht nutzte die Fernhandelsnetze zur Beschaffung von Luxuswaren, wie Muscheln oder seltene Steine. Als neues Handelsgut kam Glimmer hinzu. Die Mounds Nununyi und Town Creek gehen auf diese Einflüsse zurück und zeigen ein verändertes Verhältnis zum Tod. Der oben abgeflachte Town Creek Indian Mound ist die am häufigsten besuchte archäologische Stätte in North Carolina. Sie birgt einen Mound und sakrale wie herrschaftliche Gebäude. Sie ist Überrest einer Kultur, die um 950 bis 1400 blühte und die als Pee Dee bezeichnet wird (nicht nach dem gleichnamigen Stamm, sondern nach dem dortigen Fluss). Sie verschwand endgültig vor 1600. Bereits ab 900 setzte intensiver Maisanbau ein, nach 1200 wurden aus den kleinen Ansiedlungen Großdörfer von vielleicht 150 Einwohnern in 15 bis 20 Häusern, die um einen zentralen Platz errichtet wurden und deren Zahl und Größe ab etwa 1400 erheblich zunahm.
An der Küste hingegen lässt sich entlang des Neuse River eine kulturelle Teilung zwischen Nord und Süd erkennen. Südlich des Flusses herrschten bereits ab 2000 v. Chr. wohl aus Georgia übernommene Lehmgefäße vor, die durch Pflanzenfasern verstärkt waren (Stallings ware), nördlich davon jedoch echte Tonwaren. Die meisten Mounds finden sich südlich des Neuse River. Die Bewohner North Carolinas dürften weitgehend sesshaft geworden sein und sie pflegten einen zunehmend bäuerlichen Lebensstil (Eastern Agricultural Complex), ohne dass es jedoch zu einem radikalen Wandel gekommen wäre. Immerhin integrierten sie den Anbau von Bohnen, Mais und Kürbissen, während die Dominanz der Nüsse zurückging. Als dritte kulturelle Region gilt die Gebirgsregion, die später von den Cherokee bewohnt war (Pisgah, um 1000 bis 1450, danach Qualla). Auch dort bauten die größeren Dörfer Mounds. Im Norden wanderten bereits ab etwa 800 irokesische Gruppen ein (Cashie, bis 1750).
Als 1524 der erste Europäer, Giovanni da Verrazzano, die Region auf der Suche nach einer Passage in den Pazifik betrat, besiedelten Stämme der Cherokee, Tuscarora, Muskogee, Cheraw, Tutelo, Catawba und einige kleinere, mit den Irokesen und den Algonkin verwandte Stämme das Land.
1584 verlieh Königin Elisabeth I. Walter Raleigh eine Charta zur Gründung einer englischen Kolonie. Der erste Besiedlungsversuch scheiterte jedoch. Der zweite Versuch begann im Frühjahr 1587. Eine Gruppe von 110 Personen besiedelte die Insel Roanoke. Dort wurde am 18. August 1587 Virginia Dare geboren, das erste in der Neuen Welt geborene Kind englischsprachiger Siedler. Als der Anführer der Siedler nach einer Reise nach 1590 wieder auf der Insel eintraf, fand er dort nur die Überreste der Siedlung vor. Es konnte nie geklärt werden, was in der Siedlung geschehen war. Dieser zweite gescheiterte Besiedlungsversuch ist als „Verlorene Kolonie“ (Lost Colony) in die Geschichtsschreibung eingegangen. Das spurlose Verschwinden ihrer Bewohner gibt bis heute Anlass zu Spekulationen.

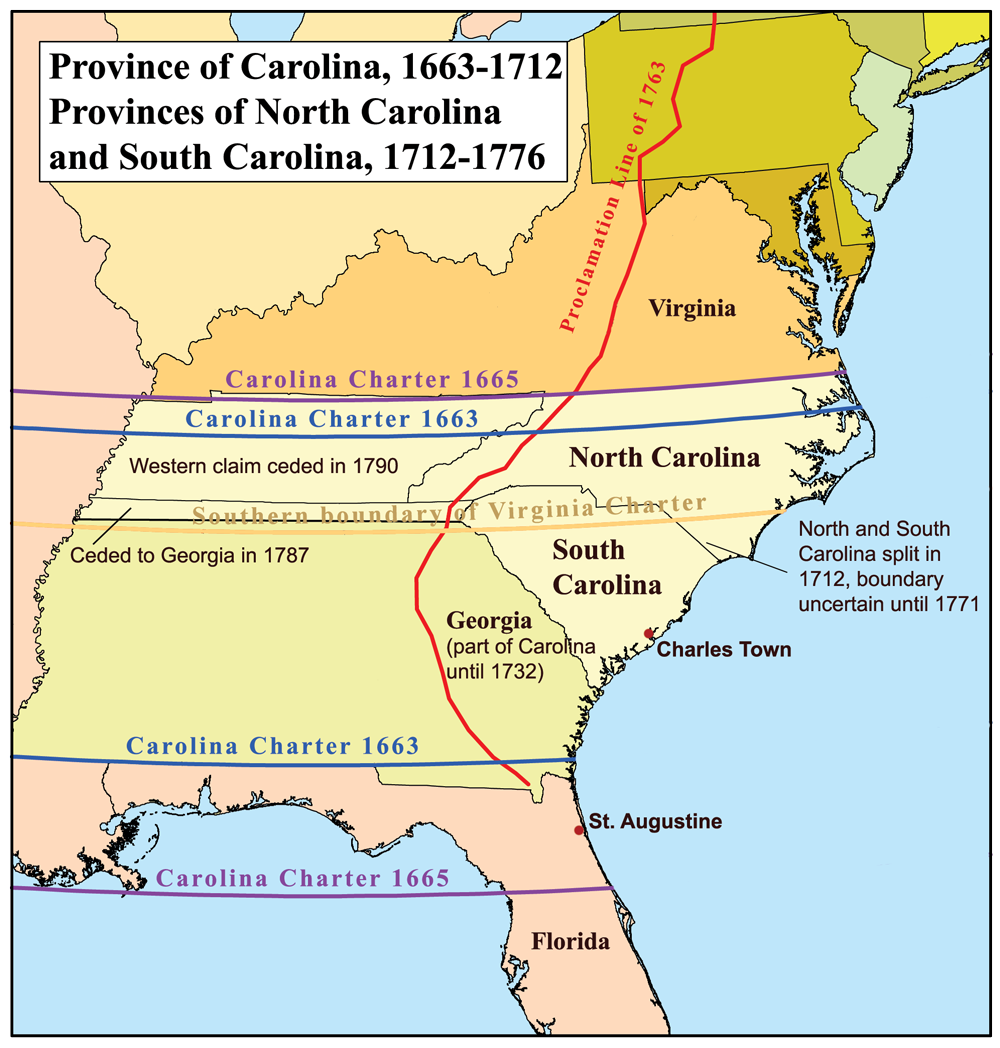
Entwicklung der Kolonie Carolina zwischen 1663 und 1776

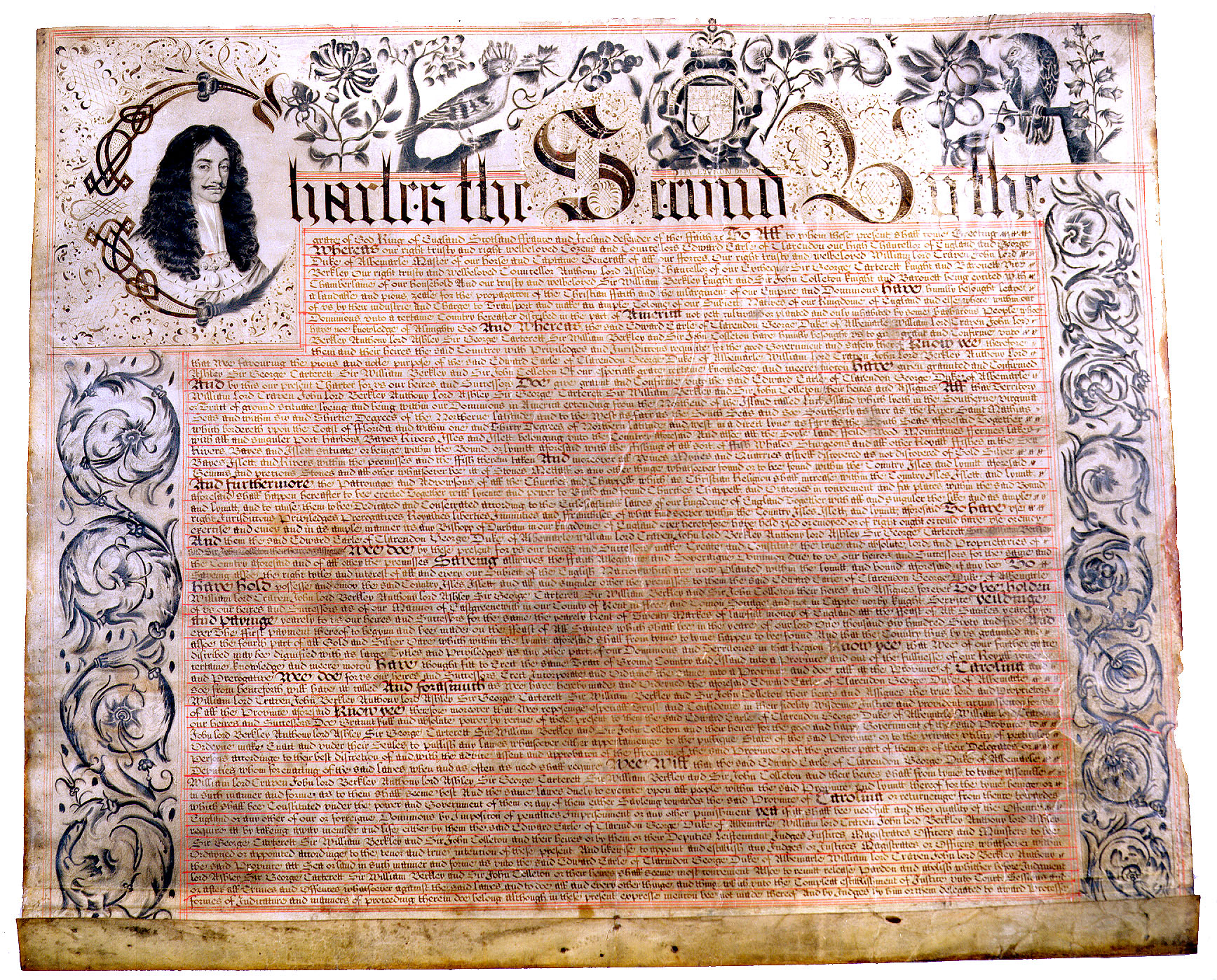
Erste Seite der königlichen Urkunde aus dem Jahre 1663

### Trennung in North und South Carolina
Nach der Restauration des Hauses Stuart 1663 erteilte König Karl II. acht Getreuen eine Urkunde zur Gründung einer neuen Kolonie, die sie als Eigentümer verwalten sollten. Zu Ehren seines Vaters Karl I. (lat. Carolus) wurde sie Carolina benannt. Im Gebiet um den Albemarle Sound im heutigen North Carolina hatten sich bereits um 1650 aus Virginia vordringende Siedler niedergelassen, doch schritt die weitere Besiedlung nur langsam voran. Bis 1700 hatten weiße Siedler die Küste südwärts bis zum Pamlico River besiedelt, 1722 bis zum Bogue Sound nahe dem heutigen Jacksonville. Vom anderen Siedlungsschwerpunkt der Kolonie rund um die Hafenstadt Charleston blieben diese Siedler jedoch lange isoliert, so dass sich im Norden und Süden Carolinas vom Beginn der Besiedlung an zwei grundlegend verschiedene Regierungs- und Verwaltungssysteme herausbildeten, die auch von 1664 bis 1691 von zwei Gouverneuren geleitet wurden. Eine Legislative für Albemarle trat ebenfalls erstmals 1664 zusammen. Erst 1701 erkannten die Eigentümer, die Lord Proprietors, der Kolonie ihre de facto längst vollzogene Trennung in North und South Carolina an; erst ab 1712 führte jedoch der Verantwortliche für die nördlichen Siedlungen den Titel „Gouverneur von North Carolina“. 1729 wurden die beiden Carolinas in Kronkolonien umgewandelt und die Trennung so zementiert.
Gesellschaftlich wie politisch ähnelte North Carolina zur Kolonialzeit mehr dem nördlichen Nachbarn Virginia als South Carolina. Während sich in South Carolina im 18. Jahrhundert eine vor allem auf Sklaverei bauende politisch und wirtschaftlich führende Schicht von Reispflanzern herausbildete, lebte der Großteil der Bevölkerung im Norden auf kleinen Bauernhöfen, die außer Tabak vor allem Getreide anbauten und Viehhaltung betrieben. Stellten Schwarze im Süden im Jahr 1710 rund 38 % der Bevölkerung, so waren es in North Carolina nur 6 %. Im Gegensatz zum Süden entwickelte sich im Norden mit der Gründung von counties und einigen Städten auch eine einheitliche lokale Verwaltungsstruktur. 1705 wurde Bath als erste Stadt im heutigen North Carolina inkorporiert.

### North Carolina während der amerikanischen Revolution
In den späten 1760er Jahren entstanden Spannungen zwischen den aus den unteren Bevölkerungsschichten stammenden Landwirten des Piedmont und den wohlhabenden Pflanzern der Küstenregion. Die offensichtliche Verschwendung öffentlicher Gelder durch Gouverneur William Tryon zum Bau eines neuen Regierungssitzes, des Tryon Palace in New Bern, brachte das Fass zum Überlaufen und die Farmer erhoben sich im Aufstand der Regulatoren. Tryon siegte am 17. Mai 1771 in der Schlacht von Alamance und beendete damit den sieben Jahre andauernden Konflikt. Einige Historiker sehen in diesem Aufstand einen der begünstigenden Faktoren für den Ausbruch – oder bereits einen der ersten militärischen Akte – des Amerikanischen Unabhängigkeitskrieges.
In Charlotte wurde von den Einwohnern des Mecklenburg County am 20. Mai 1775 angeblich die erste Unabhängigkeitserklärung während der Amerikanischen Revolution abgegeben, allerdings gibt es keinen Nachweis für eine solche Erklärung. Das Datum der Mecklenburg Declaration of Independence wird aber dennoch vom heutigen Bundesstaat North Carolina in Siegel und Flagge geführt. Am 12. April 1776 wurde im Provincial Congress, dem Kongress der Provinz North Carolina, beschlossen, die Unabhängigkeit von der britischen Krone zu erklären. Damit war North Carolina die erste Kolonie, die ihre zum zweiten Kontinentalkongress abgeordneten Delegierten durch die sogenannten Halifax Resolves ermächtigte, sich von England loszusagen. An dieses Ereignis wird ebenfalls durch das Datum im Siegel und der Flagge North Carolinas erinnert.
North Carolina blieb in den ersten Jahren des Unabhängigkeitskrieges weitgehend von Kriegshandlungen verschont, wurde jedoch in den Jahren 1780 und 1781 ein wichtiger Kriegsschauplatz. Einen wesentlichen Sieg errangen die amerikanischen Patrioten gegenüber den englandtreuen Loyalisten am 7. Oktober 1780 in der Schlacht von Kings Mountain. Nach dem Sieg über die Briten am 17. Januar 1781 in der Schlacht von Cowpens lockte Nathanael Greene die britischen Truppen in das Kernland. Er schnitt sie damit von den englischen Vorratslagern in Charleston ab. Dieses Manöver wurde als „The Race to the Dan“ (engl. für „Das Rennen zum Dan“) bekannt.
Die Truppen der Generäle Greene und Cornwallis trafen am 15. März 1781 in der Schlacht von Guilford Court House aufeinander. Obwohl die britischen Truppen siegten, wurden sie durch die erlittenen Verluste stark geschwächt. Dies führte letztlich zur endgültigen Niederlage 1781 in der Schlacht von Yorktown. Der Sieg der amerikanisch-französischen Armee stellte die Unabhängigkeit Amerikas von der britischen Krone sicher. Die Kriegsparteien unterzeichneten im September 1783 den Pariser Frieden und Amerika wurde von England als souveräner Staat anerkannt.

### Zwischen den Kriegen (1783–1861)
Der 1787 vorgelegte Entwurf zur Verfassung der Vereinigten Staaten wurde in North Carolina unterschiedlich aufgenommen. Erst ein Jahr später einigten sich die Delegierten in Fayetteville auf die Zustimmung, und North Carolina ratifizierte als zwölfte und vorletzte der früheren 13 Kolonien die Verfassung. Im Jahr 1790 unterstellte North Carolina die westlichen Landstriche der Regierung; diese Gebiete wurden zwischen 1790 und 1796 als Tennessee Territory bezeichnet. Im Jahr 1796 wurde daraus schließlich Tennessee gebildet, der 16. Bundesstaat der Union.

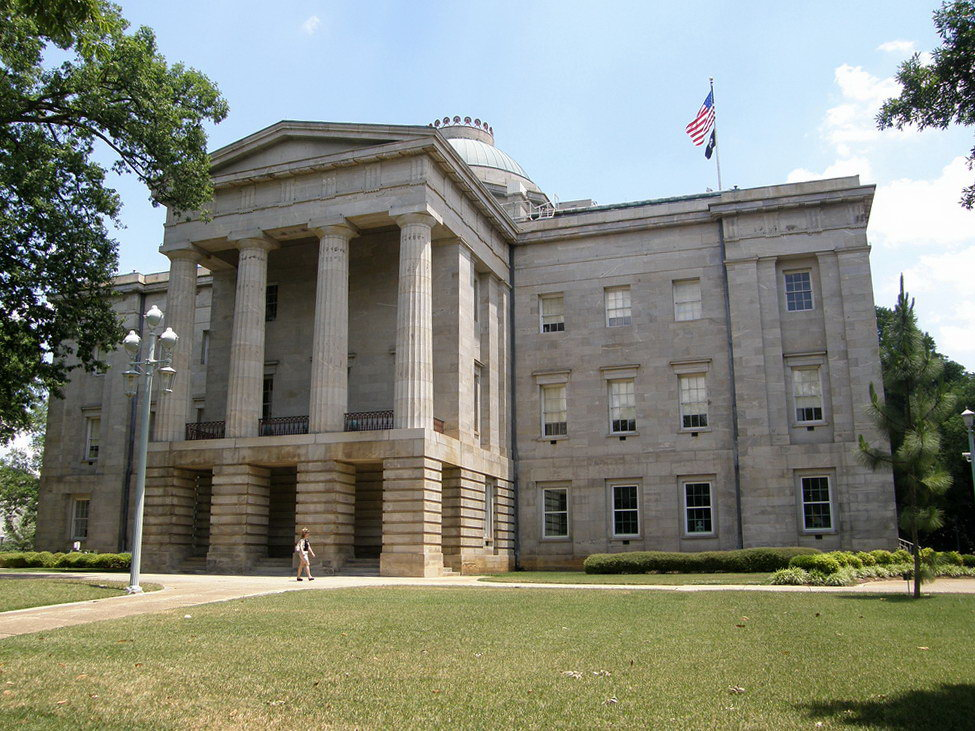
State Capitol in Raleigh, N.C.

Der Wohlstand und das ökonomische Wachstum des stark ländlich geprägten Staates basierten auf Sklavenarbeit, in den Anfangsjahren vor allem im Bereich des Tabakanbaus. Nach der Revolution bemühten sich Quäker und Mennoniten, die Sklavenbesitzer zur Befreiung ihrer Sklaven zu überreden. Die Zahl freier Schwarzer in North Carolina stieg jedoch während der ersten Jahrzehnte nach dem Unabhängigkeitskrieg stetig an. Obwohl die Sklavenhaltung weniger verbreitet war als im Tiefen Süden, waren nach der 1860 durchgeführten Volkszählung mehr als 330.000 Menschen, 33 % der Bevölkerung, in Sklaverei lebende Afroamerikaner.
Im Jahre 1840 wurde das heute noch erhaltene Regierungsgebäude in Raleigh fertiggestellt. Anders als in vielen anderen Bundesstaaten im Süden entwickelte sich in North Carolina keine dominierende „Baumwoll-Aristokratie“, sondern der Staat und seine Regierung wurde überwiegend durch unabhängige Farmer aus der Mittelschicht kontrolliert. Mitte des 19. Jahrhunderts wurden die ländlichen Regionen North Carolinas durch die 208 Kilometer lange „Bahn der Bauern“ (engl. „farmer’s railroad“) verbunden. Sie führte von Fayetteville im Osten nach Bethania, nordwestlich von Winston-Salem und bestand aus Holzschienen.

### Amerikanischer Bürgerkrieg und Wiedereingliederung

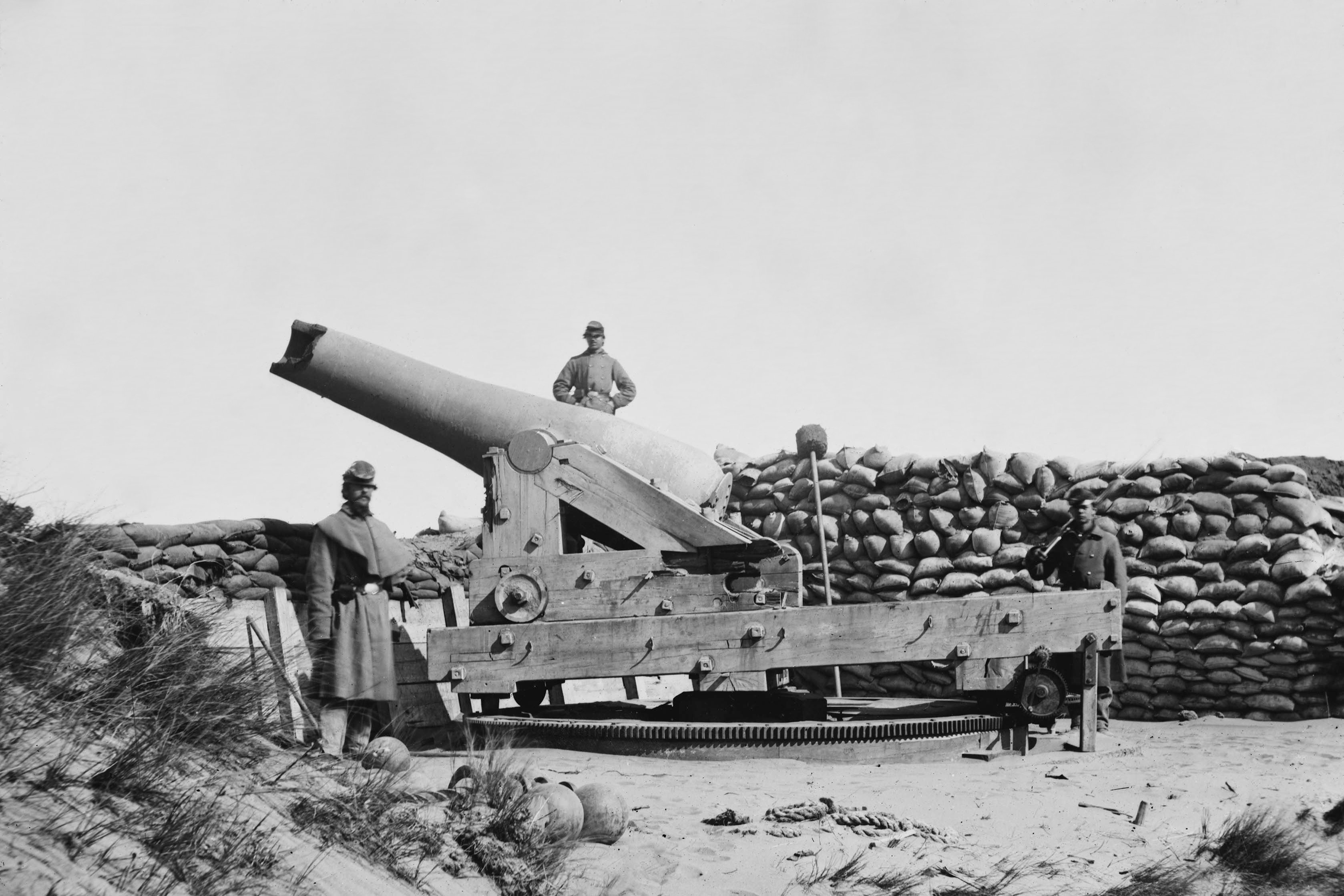
Beschädigte Kanone der Konföderierten in Fort Fisher

1860 blickte North Carolina auf eine lange Tradition der Sklavenhaltung zurück. Trotzdem stimmte es anfangs nicht für den Beitritt zur Konföderation; erst der Aufruf des Präsidenten Abraham Lincoln, in den Schwesterstaat South Carolina einzumarschieren, veranlasste North Carolina, sich den Konföderierten anzuschließen. Selbst nach der Sezession verweigerten einige North Carolinier den Konföderierten ihre Unterstützung, überwiegend waren dies Farmer, die nicht zu den Sklavenhaltern gehörten. Trotzdem waren Männer aus allen Teilen North Carolinas als Teil der Army of Northern Virginia, eines der wichtigsten Großverbände der Konföderierten Armee, an den wesentlichen Schlachten des Sezessionskrieges beteiligt.
Die größte Schlacht auf dem Gebiet North Carolinas war die Schlacht von Bentonville im Frühjahr 1865. Sie war ein erfolgloser Versuch des konföderierten Generals Joseph E. Johnston, den Vormarsch der Unionstruppen unter Generalmajor William T. Sherman durch die Carolinas aufzuhalten. Damit kapitulierte der letzte größere Kampfverband der Konföderierten, was die militärischen Auseinandersetzungen beendete. Wilmington als letzter Hafen der Konföderation fiel ebenfalls im Frühsommer des Jahres 1865.
North Carolina wurde nach Verabschiedung einer neuen Verfassung, die sich durch die Förderung der Bildung, das Verbot der Sklaverei, das allgemeine Wahlrecht und die Schaffung sozialer Einrichtungen auszeichnete, am 4. Juli 1868 wieder in den Staatenbund aufgenommen. Der 14. Zusatzartikel zur Verfassung der Vereinigten Staaten, der die Gleichbehandlung der Bürger nach dem Bürgerkrieg regelte, wurde ebenfalls ratifiziert. Während dieser schwierigen Phase der Reconstruction war Andrew Johnson, ein gebürtiger North Caroliner, in den Jahren 1865 bis 1869 Präsident der Vereinigten Staaten.

### Entwicklung North Carolinas nach dem Bürgerkrieg
Im späten 19. Jahrhundert entwickelte sich im Piedmont die Baumwoll- und Textilindustrie; die Entwicklung dieser Industrien half dem Staat, eine Alternative zur bislang überwiegenden Landwirtschaft zu entwickeln. Am 17. Dezember 1903 starteten die Gebrüder Wright den ersten erfolgreichen bemannten Motorflug der Menschheit in Kitty Hawk, North Carolina.
Als Reaktion auf die Rassentrennung, die Entrechtung und die Schwierigkeiten in der Landwirtschaft verließen zehntausende Afroamerikaner in der ersten Welle der afroamerikanischen Bevölkerungswanderung zwischen 1910 und 1930 North Carolina. Sie zogen in der Hoffnung auf bessere Lebensbedingungen und Arbeit vor allem in die Großstädte im Norden des Landes.
Anfang des 20. Jahrhunderts begann North Carolina mit einer großangelegten Bildungsinitiative und Straßenbau, um die Wirtschaft des Staates anzukurbeln. Das staatliche Straßenbauprojekt begann in den 1920ern, nachdem das Automobil sich zu einem beliebten Fortbewegungsmittel entwickelt hatte. Während der ersten Jahrzehnte des 20. Jahrhunderts wurden etliche wichtige Einrichtungen der amerikanischen Streitkräfte, beispielsweise Fort Bragg, in North Carolina angesiedelt.

### North Carolina nach dem New Deal

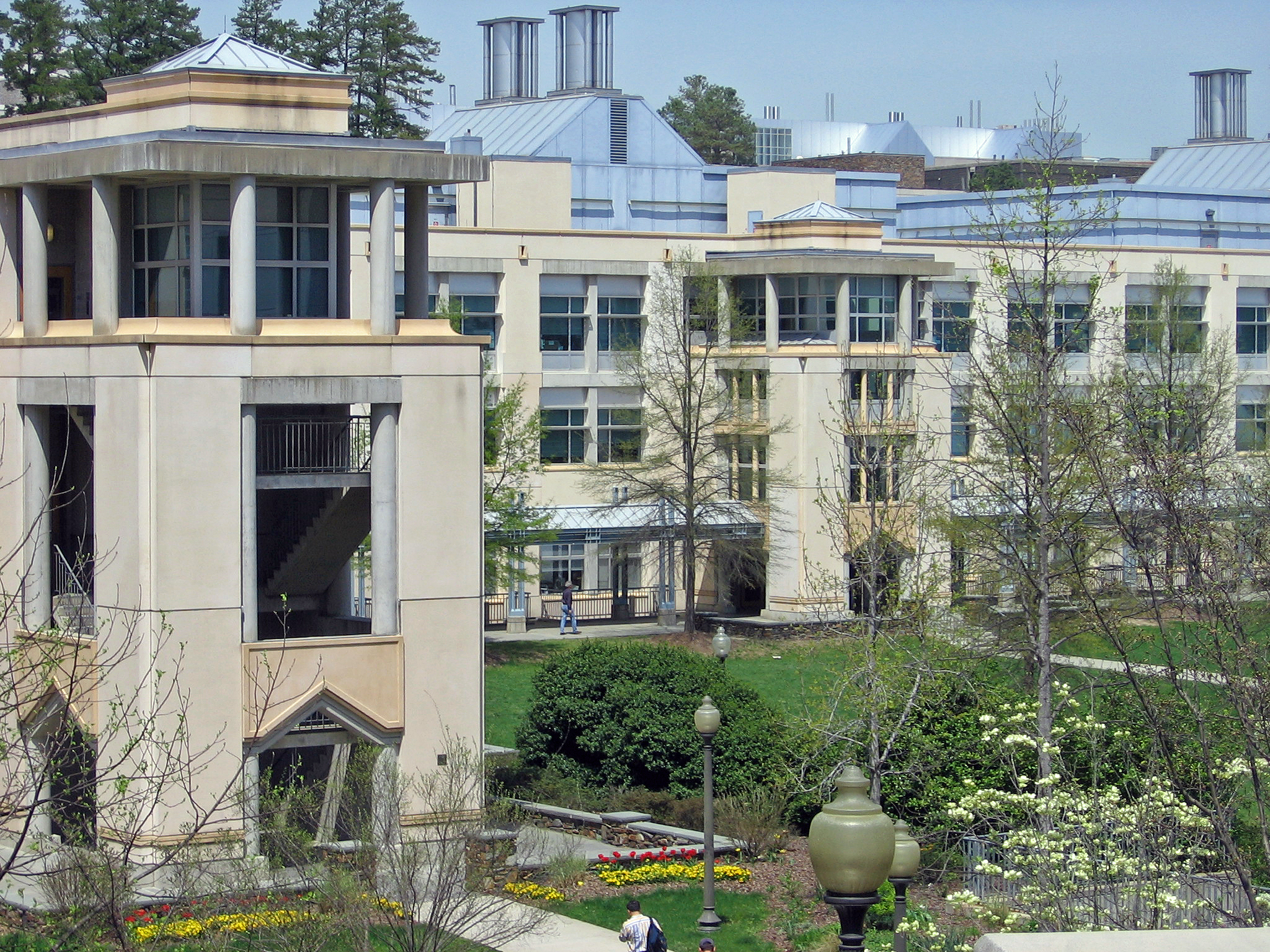
Das Levine Science Research Center an der Duke University

Nach dem New Deal, einem Programm zu Wiederbelebung der Binnenkonjunktur von Franklin D. Roosevelt, entwickelte sich North Carolina im Bereich der Bildung und der Produktion besonders stark. Während des Zweiten Weltkrieges versorgte North Carolina die Streitkräfte des Landes mit etlichen lokal produzierten Waren. North Carolina legte darüber hinaus einen Schwerpunkt auf die Forschung und die universitäre Entwicklung.
1931 bildete sich in Raleigh die Negro Voters League, die sich für die Wahlregistrierung afroamerikanischer Bürger einsetzte. Die Arbeit im Bereich der Aufhebung der Rassentrennung und der Wiederherstellung der Bürgerrechte für die afroamerikanische Bevölkerung wurde im ganzen Staat fortgesetzt. Afroamerikanische Studenten der North Carolina Agricultural and Technical State University begannen die Greensboro-Sit-ins, diese Form des Widerstandes verbreitete sich über den ganzen Süden. Nach der Verabschiedung des Civil Rights Act of 1964 und dem Voting Rights Act 1965 begann die afroamerikanische Bevölkerung des Staates sich in vollem Umfang an dem politischen Leben zu beteiligen. 1973 schrieb Clarence Lightner mit seiner erfolgreichen Kandidatur um das Amt des Bürgermeisters von Raleigh amerikanische Geschichte: Er war der erste Afroamerikaner, der in den südlichen USA zum Bürgermeister gewählt wurde und obendrein der erste schwarze Bürgermeister in einer Gemeinde mit überwiegend weißer Bevölkerung.
1971 wurde die dritte Verfassung des Bundesstaates North Carolina ratifiziert, ein Zusatz von 1997 gibt dem Gouverneur das Veto-Recht über die meisten legislativen Entscheidungen. Während der Demokrat Jim Hunt 1996 zum vierten Mal als Gouverneur wiedergewählt wurde und damit einen Rekord im traditionell republikanisch wählenden North Carolina aufstellte, wurde mit Elaine Marshall erstmals eine Frau in das Amt des Secretary of State und damit in ein Amt mit bundesstaatlicher Bedeutung gewählt.

## Politik

### Politische Struktur
| Jahr | Demokraten       | Republikaner     |
| ---- | ---------------- | ---------------- |
| 2024 | 47,7 % 2.715.375 | 50,9 % 2.898.423 |
| 2020 | 48,6 % 2.684.292 | 49,9 % 2.758.775 |
| 2016 | 46,2 % 2.189.316 | 49,8 % 2.362.631 |
| 2012 | 48,4 % 2.178.391 | 50,4 % 2.270.395 |
| 2008 | 49,7 % 2.142.651 | 49,4 % 2.128.474 |
| 2004 | 43,6 % 1.525.849 | 56,0 % 1.961.166 |
| 2000 | 43,2 % 1.257.692 | 56,0 % 1.631.163 |
| 1996 | 44,0 % 1.107.849 | 48,7 % 1.225.938 |
| 1992 | 42,7 % 1.114.042 | 43,4 % 1.134.661 |
| 1988 | 41,7 % 890.167   | 58,0 % 1.237.258 |
| 1984 | 37,9 % 824.287   | 61,9 % 1.346.481 |
| 1980 | 47,2 % 875.635   | 49,3 % 915.018   |
| 1976 | 55,3 % 927.365   | 44,2 % 741.960   |
| 1972 | 28,9 % 438.705   | 69,5 % 1.054.889 |
| 1968 | 29,2 % 464.113   | 39,5 % 627.192   |
| 1964 | 56,2 % 800.139   | 43,9 % 624.844   |
| 1960 | 52,1 % 713.364   | 47,9 % 655.220   |

Wie in den anderen US-Bundesstaaten sieht die Verfassung von North Carolina die Gewaltenteilung zwischen Legislative, Exekutive und Judikative vor.

#### Legislative
Die Legislative besteht aus einer Generalversammlung im Zweikammersystem, der North Carolina General Assembly. Diese besteht aus einem Repräsentantenhaus mit 120 vom Volk für zwei Jahre gewählten Abgeordneten sowie einem Senat mit 50 Mitgliedern. Die Senatoren werden für eine Amtszeit von zwei Jahren gewählt. Der Vizegouverneur des Staates ist in North Carolina ex officio zugleich auch der Präsident des Senates. Als stellvertretender Präsident des Senats fungiert analog der Amtsbezeichnung in der Union der President pro tempore of the North Carolina Senate. Seit 1992 wird dieses Amt durch Marc Basnight wahrgenommen, ein Mitglied der Demokratischen Partei. Der Sprecher des Repräsentantenhauses, Speaker of the North Carolina House of Representatives ist Joe Hackney, ebenfalls ein Demokrat.

#### Exekutive
An der Spitze der Exekutive steht der Gouverneur, der für eine Amtszeit von jeweils vier Jahren gewählt wird. Amtierender Gouverneur des Bundesstaates ist seit 2017 der Demokrat Roy Cooper, Mark Keith Robinson ist der Vizegouverneur. Die als Council of State bezeichnete Regierung wird durch den Gouverneur, den Vizegouverneur sowie acht gewählte Minister gebildet. Zehn weitere Minister werden vom Gouverneur ernannt und bilden, analog zum Kabinett der Vereinigten Staaten, das Kabinett North Carolinas.
Siehe Liste der Gouverneure von North Carolina und Liste der Vizegouverneure von North Carolina

#### Judikative
An der Spitze der Rechtsprechung steht der Oberste Gerichtshof von North Carolina mit Sitz in der Hauptstadt Raleigh. Das sieben Richter umfassende Supreme Court ist das höchste Appellationsgericht des Bundesstaates. Unterhalb des Supreme Courts steht als einziges Berufungsgericht der North Carolina Court of Appeals. Es besteht aus 15 Richtern, die in einem rotierenden System Recht sprechen. Es entscheiden jeweils fünf Gruppen zu drei Richtern. Diese beiden Gerichte, der Supreme Court und der Court of Appeals, bilden gemeinsam das Berufungssystem des Staates. Prozesse werden vor dem Superior Court und dem untergeordneten District Court geführt, alle Strafprozesse wegen Kapitalverbrechen, Zivilklagen mit einem Streitwert über 10.000 US-Dollar und Berufungen zu Gesetzesübertretungen und Ordnungswidrigkeiten aus den District Courts werden vor dem Superior Court verhandelt, dabei werden Strafrechtsprozesse vor einer zwölfköpfigen Jury gehört. Zivilrechtliche Prozesse, beispielsweise Scheidungen, Sorgerechts- und Unterhaltspflichtregelungen, werden vom District Court entschieden, wobei hier auch minderschwere Fälle aus dem Strafrecht verhandelt werden. Strafrechtsprozesse vor dem District Court werden immer ohne Jury verhandelt, ebenso finden vor diesen Gerichten alle Jugendgerichtsverhandlungen statt, solange die Kinder und Jugendlichen als Straftäter unter 16 Jahre alt und als Opfer beispielsweise einer Vernachlässigung oder eines Kindesmissbrauchs unter 18 Jahre alt sind. Friedensrichter nehmen Schuldbekenntnisse in minderschweren Fällen und bei Verkehrsübertretungen an, sie akzeptieren Verzichtserklärungen und dürfen zivilrechtliche Verhandlungen bis zu einer Summe von 4000 US-Dollar führen und Zwangsräumungen anordnen. Sie führen außerdem standesamtliche Eheschließungen durch.

### Mitglieder im 117. Kongress
|  | Name                          | Mitglied seit          | Parteizugehörigkeit |
|  | ----------------------------- | ---------------------- | ------------------- |
|  | George Kenneth Butterfield    | 2004                   | Demokrat            |
|  | Deborah Ross                  | 2021                   | Demokrat            |
|  | Gregory Francis „Greg“ Murphy | 2019                   | Republikaner        |
|  | David Eugene Price            | 1987 – 1995, seit 1997 | Demokrat            |
|  | Virginia Ann Foxx             | 2005                   | Republikaner        |
|  | Kathy Ellen Manning           | 2021                   | Demokrat            |
|  | David Cheston Rouzer          | 2015                   | Republikaner        |
|  | Richard Lane Hudson           | 2013                   | Republikaner        |
|  | James Daniel „Dan“ Bishop     | 2019                   | Republikaner        |
|  | Patrick Timothy McHenry       | 2005                   | Republikaner        |
|  | Nicole Malliotakis            | 2019                   | Republikaner        |
|  | David Madison Cawthorn        | 2021                   | Republikaner        |
|  | Alma Shealey Adams            | 2014                   | Demokrat            |
|  | Theodore Paul „Ted“ Budd      | 2017                   | Republikaner        |

|  | Name                        | Mitglied seit | Parteizugehörigkeit |
|  | --------------------------- | ------------- | ------------------- |
|  | Thomas Roland „Thom“ Tillis | 2015          | Republikaner        |
|  | Ted Budd                    | 2023          | Republikaner        |

### Vertretung im Kongress
North Carolina wird derzeit von 13 Abgeordneten im Repräsentantenhaus der Vereinigten Staaten in Washington vertreten und von zwei Senatoren im Senat der Vereinigten Staaten. Dem seit 2019 amtierenden 116. Kongress der Vereinigten Staaten gehören zwölf Republikaner und drei Demokraten an, darunter die beiden Senatoren Richard Burr (Senior Senator, Republikaner) und Thom Tillis (Junior Senator, Republikaner). Die ehemaligen Senatoren des Staates werden in der Liste der Senatoren von North Carolina aufgeführt.

### Politische Entwicklung

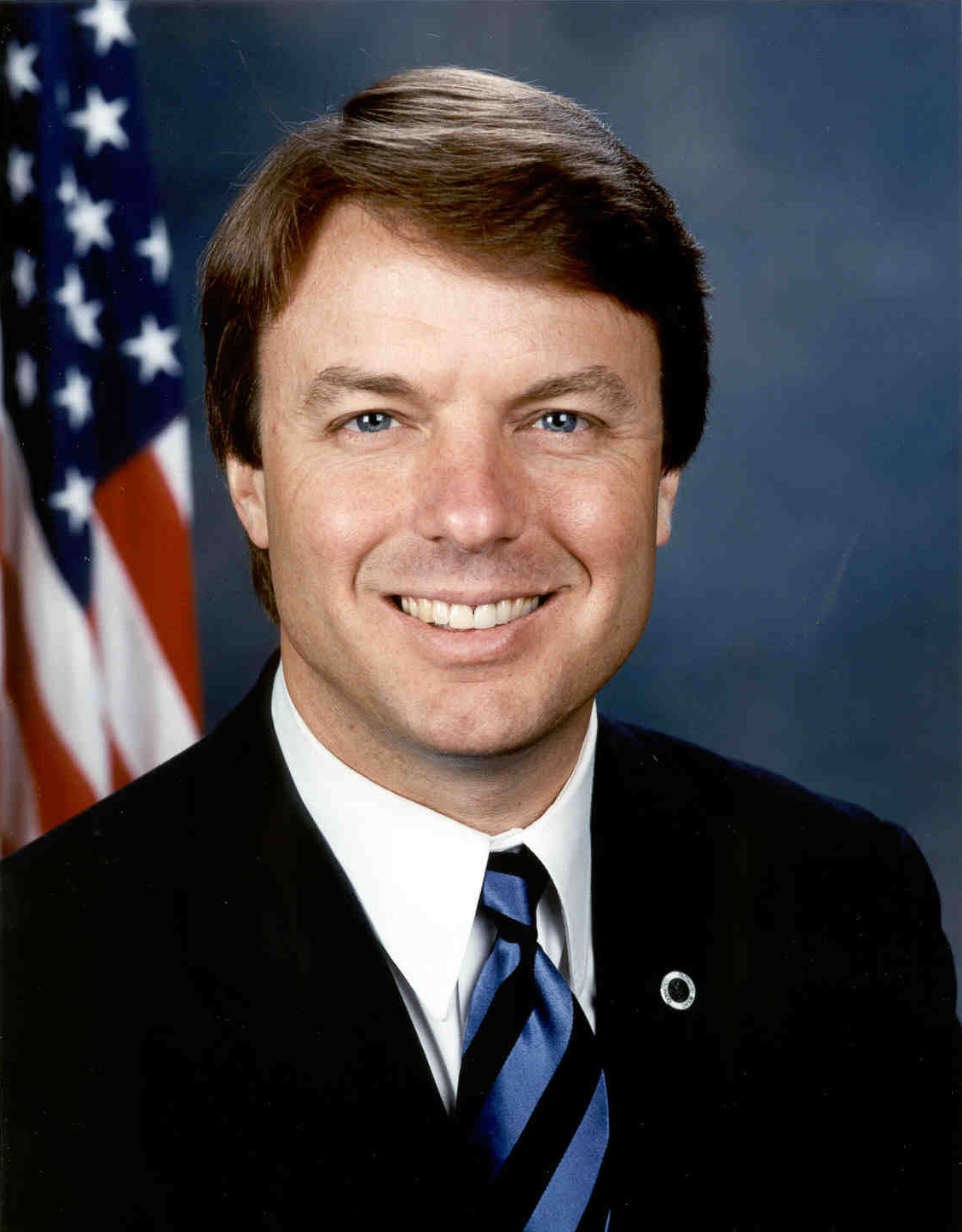
John Edwards, Senator North Carolinas von 1998 bis 2004

North Carolina war, wie ursprünglich der ganze Süden, lange eine Hochburg der Demokratischen Partei. Erst seit der Wahl von 1968 verschoben sich die Mehrheiten zugunsten der Republikaner. Heute ist zwar in North Carolina der Wandel von der Plantagenwirtschaft hin zur Dienstleistungs- und Zukunftsindustrie weitgehend vollzogen, die konservative Grundhaltung blieb jedoch besonders im ländlichen Raum und unter der weißen Bevölkerungsmehrheit bestehen. Erstmals seit Jimmy Carters Sieg 1976 konnte Barack Obama 2008 North Carolina bei einer Präsidentschaftswahl wieder für die Demokraten gewinnen. 2004 hatten noch die Republikaner gewonnen, und das, obwohl der Vizepräsidentschaftskandidat der Demokraten, John Edwards, diesen Staat im Senat repräsentiert hatte.
Im Electoral College konnte North Carolina seine Stellung wegen der Bevölkerungszunahme ausbauen: 1988 waren es 13 Stimmen, 1992 14 und 2004, 2008, 2012 und 2016 15 Stimmen. Seit 2024 sind es 16 Stimmen. Im Jahr 2020 gewann Donald Trump knapp vor Joe Biden in North Carolina. Auch der Senatssitz bleibt republikanisch. Thom Tillis gewann auch da knapp vor seinem demokratischen Herausforderer Cal Cunningham.

### Regionale Verwaltungsbezirke
North Carolina ist seit 1911 in 100 Countys untergliedert. Im Schnitt sind die Countys 1394 Quadratkilometer groß, der kleinste der Countys ist mit etwa 350 Quadratkilometern Clay County, der größte ist Dare County mit rund 2500 Quadratkilometern. Im bevölkerungsärmsten Verwaltungsbezirk, Tyrrell County, leben 4149 Menschen, im bevölkerungsreichsten County Mecklenburg leben 695.454 Menschen. Mecklenburg County verfügt zugleich auch mit 510,2 Einwohnern pro Quadratkilometer über die höchste Bevölkerungsdichte des Staates, am wenigsten besiedelt ist Hyde County mit 3,67 Einwohnern pro Quadratkilometer. Alle Countys des Bundesstaates werden in der Liste der Countys in North Carolina aufgeführt.

### Staatssymbole
Neben der Flagge und dem Siegel North Carolinas hat der Staat eine Reihe weiterer offizieller Staatssymbole, die als Wahrzeichen des Staates dienen. Darunter sind die Sumpfkiefer, der Staatsbaum North Carolinas, die Staatsblume ist der Blüten-Hartriegel, der Rotkardinal als Staatsvogel und das verbreitete Grauhörnchen ist das Staatstier. Die traditionell verzehrten Süßkartoffeln und Scuppernongs gehören zu den Staatslebensmitteln, ebenso symbolisieren die Farben Rot und Blau als Staatsfarben North Carolina.
North Carolina trägt die Beinamen The Old North State und Tar Heel State – Alter Nord-Staat oder Staat der Teerfersen, die Einwohner werden als „Tar Heels“ bezeichnet. Die genaue Herkunft des Ausdrucks ist unklar, aber die meisten Experten vermuten, dass die Ursprünge in der Gewinnung von Teer, Pech und Terpentin aus den weitläufigen Kiefernwäldern der ehemaligen britischen Kolonie liegen.

## Kultur

### Museen und Ausstellungen

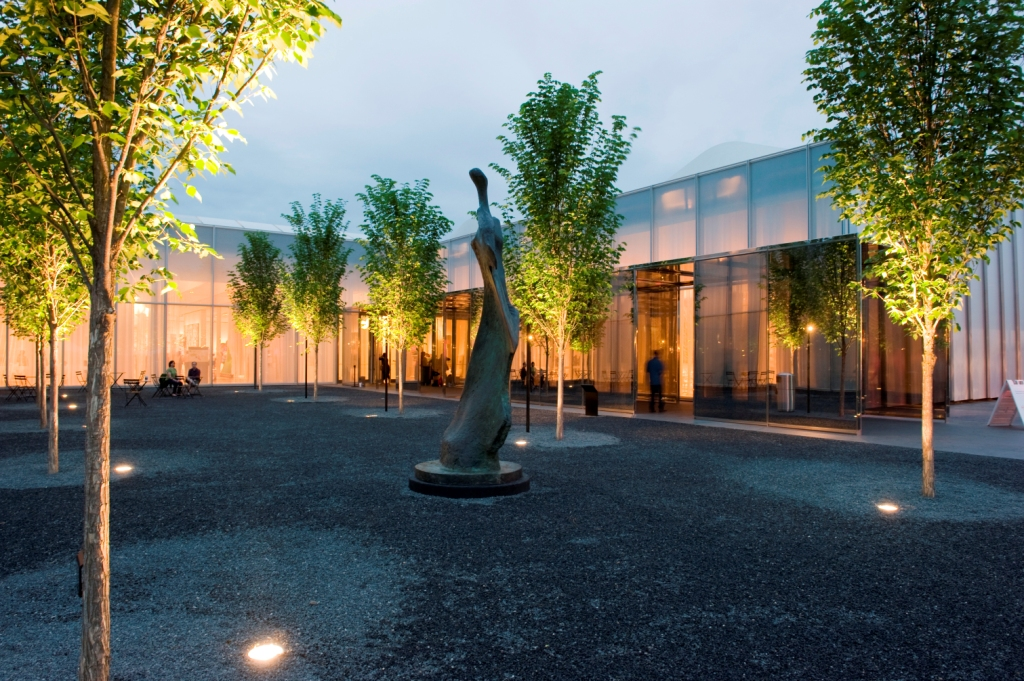
North Carolina Museum of Art

Von zentraler Bedeutung ist das seit 1947 existierende North Carolina Museum of Art in Raleigh, das einzige Museum des Staates, das mit öffentlichen Geldern aufgebaut wurde und das die größte Kunstsammlung North Carolinas unterhält. Im Gegensatz zu den meisten anderen Kunstmuseen des Bundesstaates beschäftigt sich dieses auch mit außeramerikanischer Kunst und Kunstgeschichte. Viele Orte verfügen über ein Arts Council, einen von Bürgern organisierten Kunstverein, der sich mit der Förderung der regionalen Künstler und der Organisation von deren Ausstellungen beschäftigt.
Die meisten Museen North Carolinas beschäftigen sich jedoch überwiegend mit der Geschichte, der Natur und den Künstlern des Staates selbst und sind in privater Trägerschaft häufig direkt an die entsprechenden historischen oder militärischen Stätten, an Naturparks oder Universitäten angeschlossen. Einen Gesamtüberblick über die Naturgeschichte des Staates gibt das North Carolina Museum of Natural Sciences, das Museum ist das größte naturhistorische Museum im Südosten des Landes und hat überregionale Bedeutung. Zur Gruppe der naturwissenschaftlichen Museen gehört auch das von der University of North Carolina unterhaltene North Carolina Arboretum im Pisgah National Forest, ein weitläufiger öffentlicher Garten, in dem unter anderem die Folgen der Umweltverschmutzung und die aussterbenden Pflanzenarten des Staates dargestellt werden.
Zur weiteren Museenlandschaft gehören vor allem kleinere Museen wie das Graveyard of the Atlantic Museum in Hatteras, das sich mit den Schiffswracks in den Outer Banks befasst oder das Museum of the Cherokee Indian in Cherokee, in dem die Geschichte des Eastern Band of Cherokee Indians für den Besucher aufbereitet wird. Vielfach werden historische Bauten wie das Graves-Florance-Gatewood House aus dem Jahre 1822, die Buckner Hill Plantation von 1855 oder die 1767 entstandene Old Mill of Guilford restauriert und der Öffentlichkeit zugänglich gemacht oder für Ausstellungen zu regional wichtigen Ereignissen genutzt.

### Theater und Musik

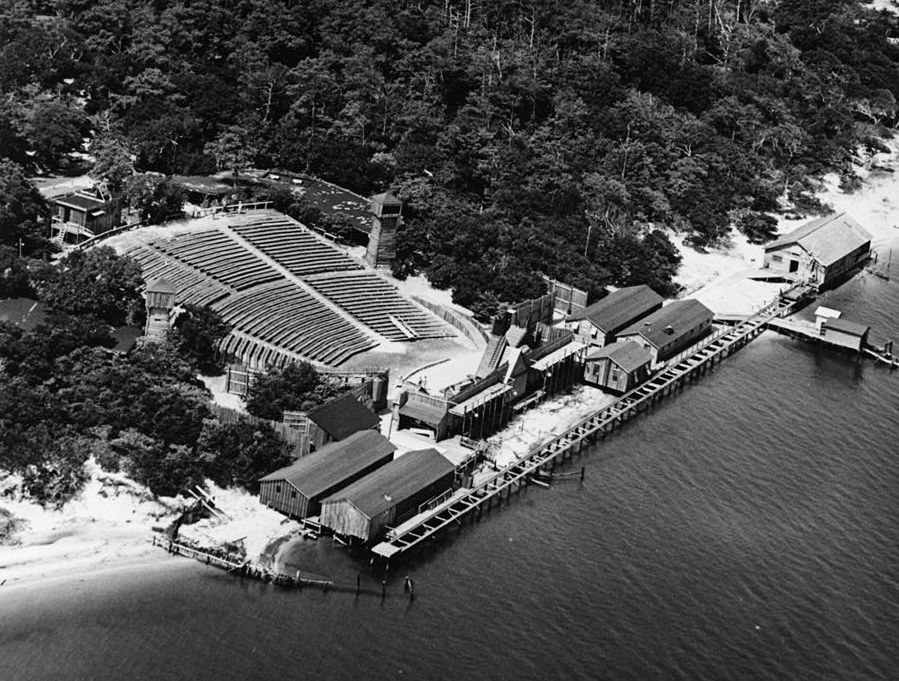
Waterside Theatre, Freilichtbühne in der Fort Raleigh National Historic Site

North Carolina verfügt über eine Reihe professioneller Theater, darunter auch das seit 1952 bestehende Staatstheater in Flat Rock, das Flat Rock Playhouse, in dem sowohl Musicals, wie auch Theaterstücke aufgeführt werden. Das North Carolina Theatre in Raleigh zeigt vor allem Musicals und Broadway-Shows während sich das North Carolina Shakespeare Festival in Highpoint seit 1977 mit den Werken William Shakespeares beschäftigt. Einen besonderen Schwerpunkt in der Theaterlandschaft des Staates bilden die Freilichttheater, in denen historische Ereignisse dargestellt werden. Seit 1937 wird im Waterside Theatre in der Fort Raleigh National Historic Site das Stück „The Lost Colony“ aufgeführt, das als erstes und ältestes Outdoor Drama (engl. für Freilichtdrama) der Vereinigten Staaten gilt. Seit 1948 wird im Mountainside Theatre die Geschichte der Cherokee im Stück „Unto These Hills“ gezeigt, in Boone erzählt das Stück „Horn in the West“ seit 1952 die Geschichte der Besiedlung der Blue Ridge Mountains. Die North Carolina University in Chapel Hill unterhält ein Institute of Outdoor Drama, das sich mit den Aufführungen in Freilufttheatern beschäftigt, das einzige seiner Art in den USA.
North Carolina ist für seine Tradition der Old-Time Music bekannt, einflussreiche Künstler der frühen Country-Musik waren die North Carolina Ramblers in den 1920ern. Wie in den benachbarten Staaten Tennessee und Kentucky ist der Bluegrass verbreitet, aus North Carolina stammende bedeutende Künstler dieser Musikrichtung waren Earl Scruggs, Doc Watson und Del McCoury. North und South Carolina gelten als Ausgangspunkt des traditionellen ländlich geprägten Blues, im Piedmont entstand eine eigene Stilrichtung, der Piedmont Blues, der unter anderen von Blind Boy Fuller geprägt wurde. Aus der Region um Chapel Hill, Raleigh und Durham stammen verschiedene Rock-, Metal- und Punkbands, darunter die Flat Duo Jets, Corrosion of Conformity, Superchunk, Safehouse, Sleeping Giant, The Popes, Queen Sarah Saturday, Purple Schoolbus und Barefoot Servant.

### Bauwerke und Architektur

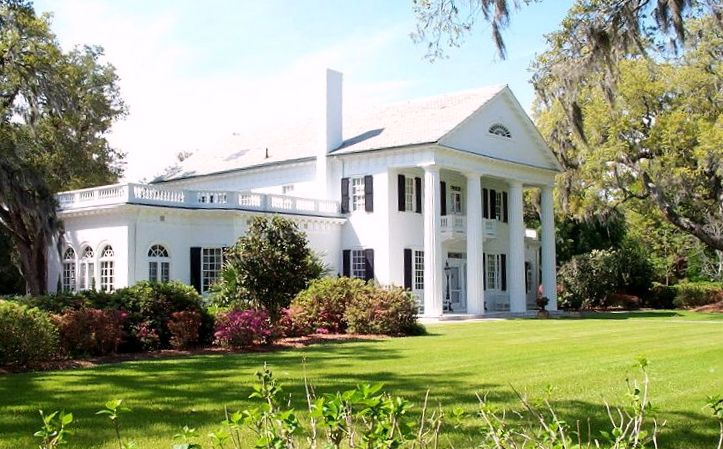
Die Orton Plantation, erbaut 1735 im Smithville Township, Brunswick County

In North Carolina sind über 2600 Gebäude, Stadtteile und Orte historischen Interesses im National Register of Historic Places gelistet und stehen unter Denkmalschutz. Im Bundesstaat hat sich aufgrund der Lage zwischen Nord und Süd sowie der Reihe unterschiedlichster Einwanderer kein eigenständiger architektonischer Stil entwickelt, sondern er spiegelt eine Vielzahl der an der Ostküste verbreiteten Baustile wider. Erhaltene Bauwerke aus der neoklassizistischen Antebellum-Periode im Federal und Georgianischen Stil sind beispielsweise das James Iredell House (1759) und das John Wright Stanly House (1779). Die in anderen Südstaaten ebenfalls verbreitete Architektur der Revolutionszeit zeigt sich besonders ausgeprägt in den Plantagengebäuden wie der Orton Plantation aus dem Jahre 1735, die im Greek-Revival-Stil erbaut wurde. Eine Reihe denkmalgeschützter Gebäude, insbesondere Kirchen, stammen aus der Neogotik; zwei außergewöhnlich gut erhaltene Anwesen, zum einen Blandwood Mansion and Gardens im Italianate-Stil und das Biltmore Estate im Châteauesque-Stil zeigen die Einflüsse der Neorenaissance im Süden. Ende des 19. Jahrhunderts verbreiteten sich die Stilrichtungen Second Empire und Queen Anne, im 20. Jahrhundert auch der American Craftsman Style. Aus der Moderne stammen einige Hochhäuser und die elliptische Dorson Arena. Neben einzelnen Bauwerken stehen einige architektonisch bedeutsame Stadtbezirke unter Schutz, unter anderem die Old Salem National Historic Site, die sich innerhalb des restaurierten Stadtteils der ehemaligen mährischen Siedlung in Winston-Salem befindet. Einen Überblick über die verschiedenen Baustile und die innerstädtische Entwicklung von 1870 bis 1940 gibt beispielsweise der Apex Historic District, der die Altstadt von Apex umfasst.

### Parks, Monumente und Sehenswürdigkeiten
North Carolina verfügt über eine Reihe von touristisch genutzten Schutzgebieten, die sich in unterschiedlicher Trägerschaft sowohl mit dem Schutz der Natur wie auch mit der Erhaltung historischer Stätten widmen und diese Besuchern zugänglich machen. Der in den Appalachen teilweise in Tennessee gelegene und vom National Park Service (NPS) verwaltete Great-Smoky-Mountains-Nationalpark ist der meistbesuchte Nationalpark der Vereinigten Staaten; jährlich besuchen über 9 Millionen Menschen das 1934 unter Schutz gestellte Gebiet, das seit 1983 auch zum Weltnaturerbe gehört. Neben einem der größten zusammenhängenden Urwaldgebiete im Osten der USA, stellen über 90 historische Stätten und Gebäude innerhalb des Parks ein bedeutendes Zeugnis der Besiedlung der Bergregion dar. In den Park führen die ebenfalls von NPS unterhaltenen Routen des Blue Ridge Parkway, ein 755 Kilometer langer National Scenic Byway und der Appalachian National Scenic Trail, ein etwa 3440 Kilometer langer Fernwanderweg der einen Teil des National Trails System bildet. Ebenfalls in den Bergen verläuft der durch Privatinitiativen entstandene Overmountain Victory National Historic Trail, der entlang der Route der Overmountain Men von der Westseite der Appalachen bis zum Kings Mountain National Military Park führt. In North Carolina beginnt der vom NPS verwaltete Trail of Tears National Historic Trail, der durch neun Bundesstaaten führt und an die Vertreibung der Indianer während des 19. Jahrhunderts erinnert.
An der Ostküste sind zwei Küstenabschnitte als National Seashore ausgezeichnet, der Cape Hatteras National Seashore und der Cape Lookout National Seashore. Beide verfügen über historische Gebäude, Leuchttürme und seltene Tierarten. Bedeutende historische Stätten auf dem Gebiet North Carolinas sind beispielsweise die Carl Sandburg Home National Historic Site, die an den Lyriker und Historiker erinnert; das dem ersten Flug der Wright Brothers gewidmete Wright Brothers National Memorial. Schlachtfelder und Ausflugsziele sind die Fort Raleigh National Historic Site, der Guilford Courthouse National Military Park und das Moores Creek National Battlefield. Neben den Schutzgebieten mit überregionaler Bedeutung, die durch den NPS verwaltet werden, betreut der State Park Service North Carolinas eine Reihe weiterer natur- und denkmalschutzbedürftiger Gebiete, die in der Liste der State Parks in North Carolina aufgeführt werden.

### Medienlandschaft
In North Carolina wird eine Reihe kleinerer Fernsehsender, Regionalstudios und Spartenkanäle betrieben, die Unterhaltungs-, Sport- und Regionalprogramme anbieten. Die meisten Fernsehstationen gehören oder kooperieren mit einem der großen landesweiten Sender wie der CBS Corporation oder der American Broadcasting Company. Die Sendestationen werden zumeist in den Metropolregionen betrieben. Mehrere Radiosender decken ein breites Unterhaltungs- und Regionalprogramm ab, darunter sind auch sehr kleine Sender, die beispielsweise von den Universitäten oder Kleinstädten betrieben werden. Zeitungen erscheinen in beinahe jeder größeren Stadt, in vielen Kleinstädten erscheinen die Lokalnachrichten jedoch nur an zwei bis drei Tagen pro Woche. Die älteste Zeitung des Staates ist der Fayetteville Observer, der seit 1816 ununterbrochen erscheint. Der News and Observer, der in Raleigh verlegt wird, ist das auflagenstärkste Blatt North Carolinas und gehörte 2008 zu den 100 größten Zeitungen der Vereinigten Staaten. Viele Städte unterhalten zusätzlich ein Weblog, um die Einwohner mit lokalen Nachrichten zu versorgen.

### Essen und Trinken

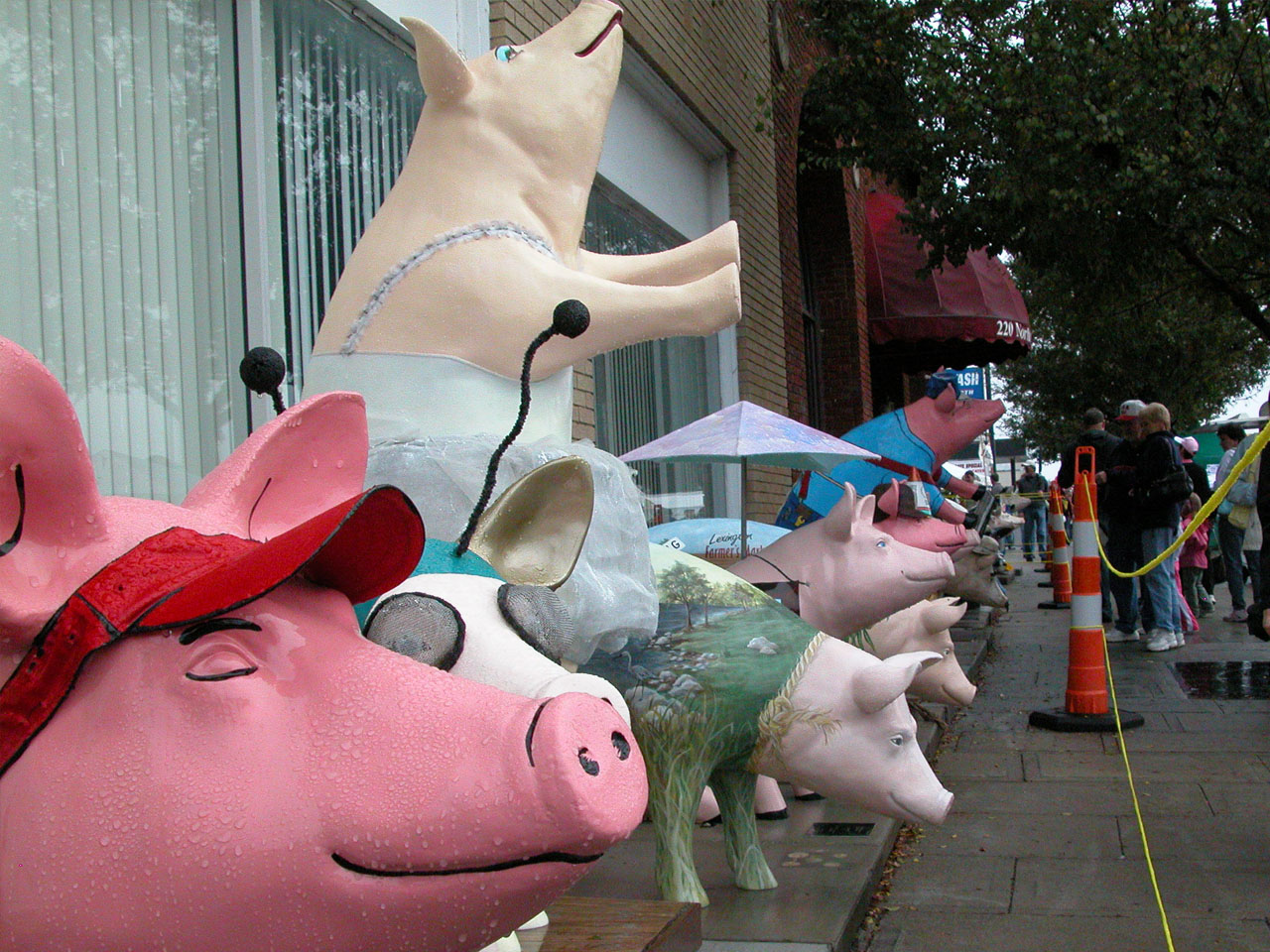
Straßenansicht während des Lexington Barbecue Festivals 2008

Die Südstaatenküche ist die traditionelle Küche des Staates, zu den wichtigsten gesellschaftlichen Ereignissen gehört das Barbecue. Bei der Zubereitung in North Carolina wird beinahe ausschließlich Schweinefleisch verwendet, im Osten üblicherweise in Stücken, im Westen am Stück. Die Frage der dazugehörigen Saucen trennt das Land in Anhänger des Eastern Style, basierend auf Essig oder Senf, und des Lexington Style, einer Essig-Pfeffer-Sauce, der Ketchup zugesetzt wird. Typische Beilagen sind Kartoffeln oder Süßkartoffeln sowie Hushpuppies. Ein regionales Gericht des Piedmont ist das Livermush, das aus Schweineleber, Teilen des Schweinekopfes und Maismehl besteht. Moravian Cookies (engl. für Moravier-Kekse) oder Pfirsichkuchen werden als Nachtisch gereicht. In North Carolina verbreitet ist die Traubenart Scuppernong, aus der sowohl Saft und Wein als auch Marmelade hergestellt werden. Zu den Getränken gehört neben dem traditionell bevorzugten Pepsi, das 1898 in North Carolina entwickelt wurde, auch Moonshine, der selbst- und meist auch schwarz gebrannte Whisky aus der Bergregion des Staates.

## Bildung
Die öffentlichen Einrichtungen der elementaren und sekundären Bildung, von der Grundschule bis zur High School, werden durch das North Carolina Department of Public Instruction und dessen Vorsitzenden, den North Carolina Superintendent of Public Instruction, überwacht. Der Superintendent ist zugleich auch der Sekretär des North Carolina State Board of Education, in dem die öffentliche Bildungspolitik entschieden wird. Das öffentliche Schulsystem des Staates ist in 115 lokale Einheiten unterteilt, jede wird durch eine örtliche Schulkommission, das School Board, überwacht. Insgesamt gibt es in North Carolina 2338 öffentliche Schulen.

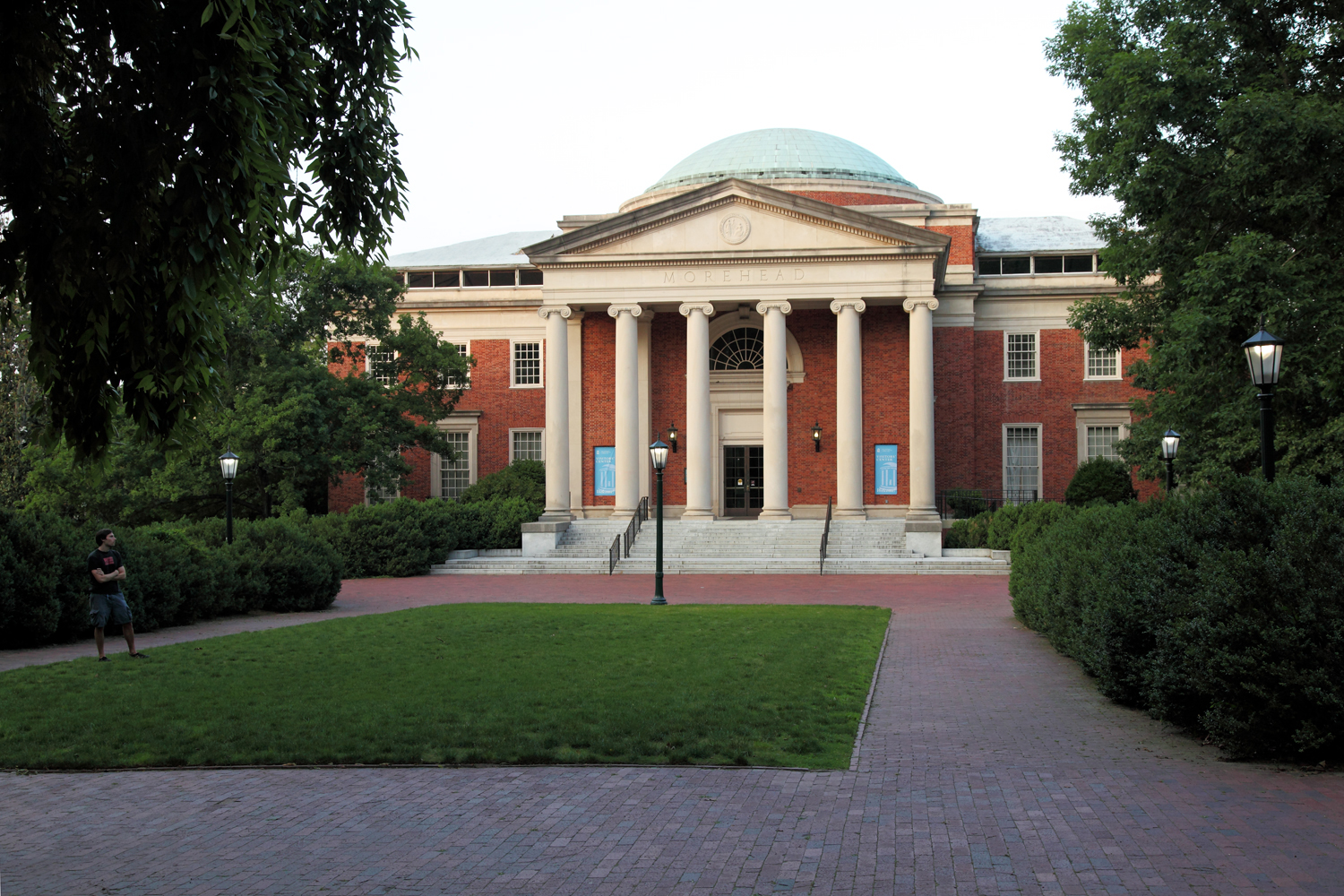
Morehead Planetarium und Science Center, UNC-Chapel Hill

1795 eröffnete North Carolina die erste staatliche Universität der Vereinigten Staaten, die University of North Carolina at Chapel Hill, die heute zu den besten staatlichen Universitäten des Landes, der Gruppe der Public Ivies, gerechnet wird. Mehr als 200 Jahre nach der Gründung der ersten Universität umfasst der tertiäre Bildungsbereich mit der University of North Carolina 16 staatliche Universitäten, darunter auch die fünf größten des Staates: Die North Carolina State University, die University of North Carolina at Chapel Hill, die East Carolina University, die University of North Carolina at Charlotte und die Appalachian State University. Zum staatlichen Universitätssystem gehören außerdem einige der historischen afroamerikanischen Bildungseinrichtungen, die als Historically Black Colleges and Universities bezeichnet werden und während der Segregation entstanden sind. Beispiele hierfür sind die North Carolina Agricultural and Technical State University, die North Carolina Central University und die Fayetteville State University. North Carolina verfügt darüber hinaus über 58 staatliche Colleges, die im North Carolina Community College System zusammengefasst werden.
Die bekanntesten privaten Hochschulen sind die Wake Forest University und die 1924 gegründete Duke University, die zu den führenden Universitäten des Landes gehört. Die Duke gehört nicht zur Ivy League, wird aber als die südlichste der amerikanischen Eliteuniversitäten an der Ostküste auch „Harvard of the South“ (engl. für Harvard des Südens) genannt. Die Universität ist, ebenso wie die University of North Carolina at Chapel Hill, Mitglied der Association of American Universities, einem seit 1900 bestehenden Verbund führender forschungsorientierter nordamerikanischer Universitäten. Weitere Hochschulen sind in der Liste der Universitäten in North Carolina verzeichnet.

## Sport

### Verhältnis zum College- und Profisport
Die sportinteressierten Bewohner North Carolina haben traditionell eine Vorliebe für den Hochschulsport sowie Stock-Car-Rennen, was durch das früher fehlende Engagement im professionellen Sportbetrieb erklärt wird. Denn obwohl North Carolina rund zehn Millionen Einwohner hat und die Metropolregionen über entsprechende Mittel verfügen, war Profisport in North Carolina lange Zeit kein Thema. Der erste Verein einer Profi-Liga kam 1974 nach North Carolina: Als Mitglied der kurzlebigen World Football League zogen die vormaligen New York Stars dorthin um und nannten sich Charlotte Stars. In der Folgesaison, die allerdings gleichzeitig die letzte war, starteten sie als Charlotte Hornets. Eine merkliche Entwicklung im Bereich des Profisports setzte in den späten 1980er Jahren und seit Mitte der 1990er Jahre ein, als zunächst 1988 ein NBA-, 1995 ein NFL- und schließlich 1997 ein NHL-Team ihre Heimat fanden. Trotz intensiver Bemühungen konnte bis heute kein Major-League-Baseball-Team nach North Carolina gelockt werden; der Versuch, die Florida Marlins 2006 umzusiedeln, scheiterte. Hingegen werden die hart umkämpften Meisterschaften zwischen den Universitäten in North Carolina im ganzen Staat sehr aufmerksam und leidenschaftlich verfolgt.
North Carolina verfügt seit Februar 1963 über die North Carolina Sports Hall of Fame, welche die Handelskammer der Stadt Charlotte sponserte. Die Sports Hall of Fame hat ihren Sitz in Raleigh. Die ersten fünf Sportler wurden im Dezember 1963 aufgenommen.

### Profisport

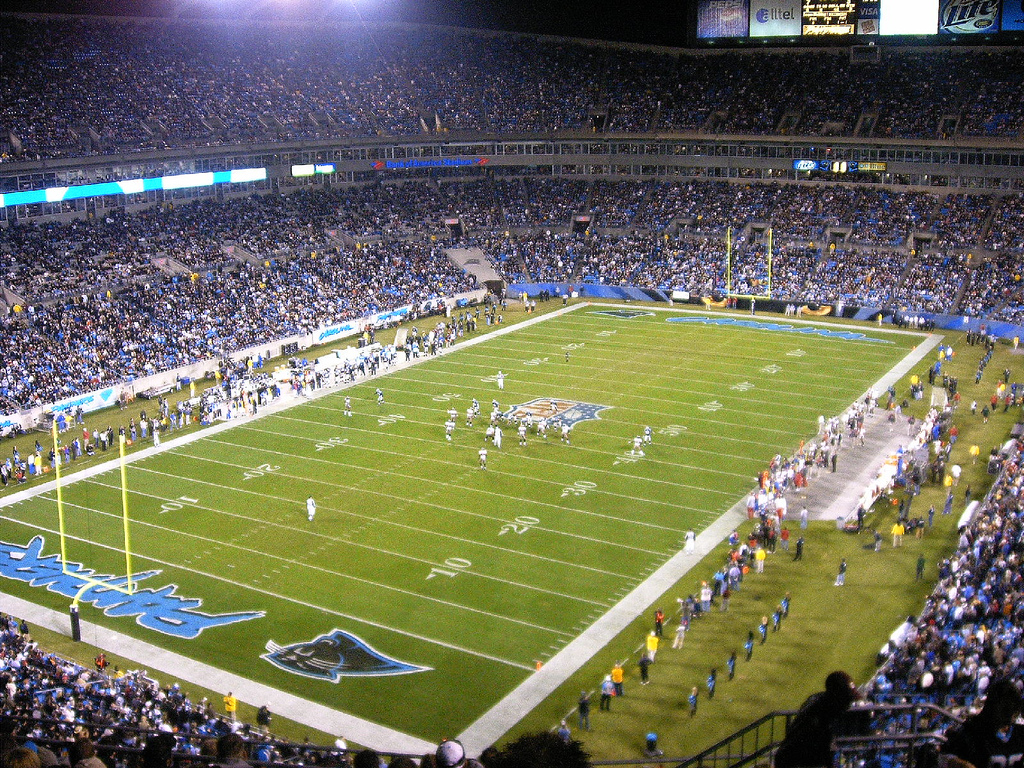
Carolina Panthers bei einem Spiel gegen die Tampa Bay Buccaneers

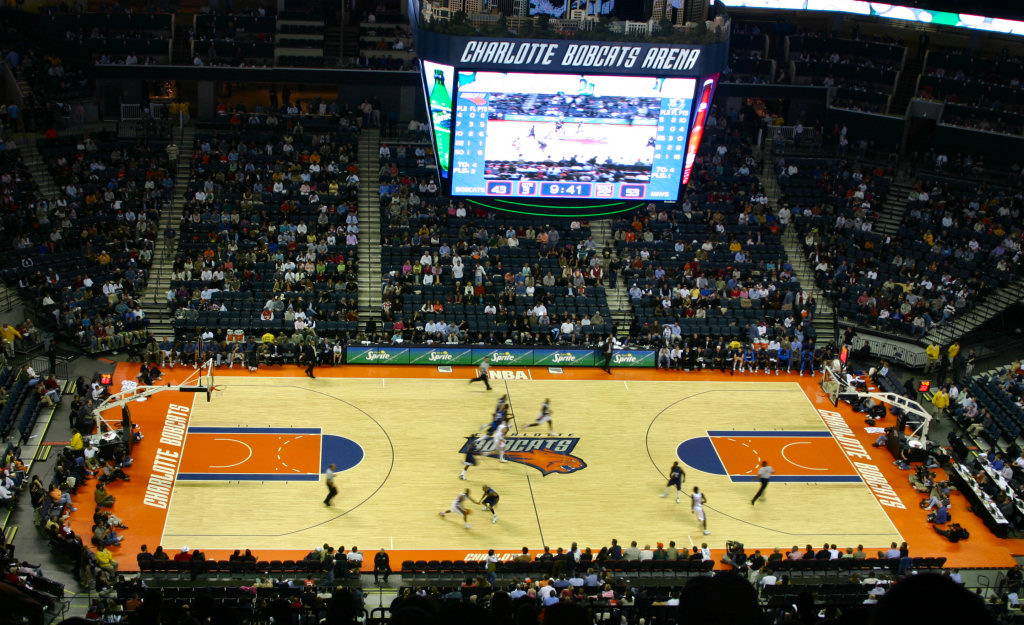
Heimspiel der Bobcats in der Bobcat Arena, Charlotte

Die Charlotte Hornets spielen als einzige Basketballmannschaft aus North Carolina seit 2005 in der National Basketball Association, bis 2014 unter dem Namen Charlotte Bobcats. Sie füllten die Lücke der von 1988 bis 2002 dort spielenden aber nach New Orleans abgewanderten alten Charlotte Hornets (heute New Orleans Pelicans). Die National Football League wird durch die Carolina Panthers repräsentiert, die ebenfalls in Charlotte ihre Heimspiele austragen. Das erfolgreichste National Hockey League Team North Carolinas sind die in Raleigh beheimateten Carolina Hurricanes, die am 19. Juni 2006 den Stanley Cup gewannen. Damit sind sie das erste Franchise North Carolinas, das je die wichtigste Meisterschaft seines Sportes erringen konnte.
In North Carolina existieren auch einige professionelle Fußballmannschaften. In der zweithöchsten  amerikanischen Profiliga, der North American Soccer League, spielen die Carolina RailHawks aus Cary. Mit den Charlotte Eagles und den Wilmington Hammerheads spielen zwei weitere Mannschaft in der  drittklassigen USL Professional Division. In der Amateurliga, der USL Premier Development League, spielen die Carolina Dynamos aus Greensboro.
Von den 1930er bis in die 1990er Jahre hatte die Mid Atlantic Championship Wrestling, ein Verband für professionelle Wrestler, ihren Sitz in Charlotte. Mid Atlantic gehört zu den langjährigen Mitgliedern der National Wrestling Alliance (NWA) und ihre Stars sind bei der NWA sowie später bei der World Championship Wrestling oder World Wrestling Federation aufgetreten. Heute leben viele ehemalige und aktive Wrestler in der Region um Charlotte und Lake Norman, darunter Ric Flair, Ricky Steamboat, Matt und Jeff Hardy.
Das professionelle Bullenreiten hat in North Carolina Tradition. Der Weltmeister von 1995 (PRCA World Champion Bull Rider), Jerome Davis, stammt aus North Carolina und viele Manager, Veranstalter sowie Bullenbesitzer kommen ebenfalls aus dem Staat, beispielsweise Thomas Teague von Teague Bucking Bulls. Das Hauptquartier der Southern Extreme Bull Riding Association hat seinen Sitz in Archdale.
Zwei Motocross-Rennen der Grand National Cross Country (GNCC) werden in North Carolina ausgetragen, das eine in Morganton das andere in Yadkinville.

### Hochschulsport

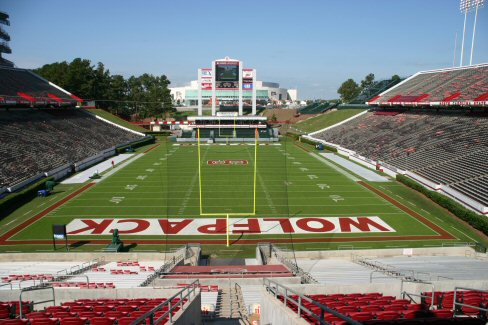
Das Carter-Finley-Stadion, Heimat des Wolfpack-Footballteams der North Carolina State University

Der in North Carolina sehr beliebte Collegesport ist in der National Collegiate Athletic Association organisiert. Die Sportteams der Universitäten treten in rund 20 verschiedenen Sportarten gegeneinander an, die wichtigste der Sportarten ist dabei der College Football. Jede Universität verfügt über ein Sportteam, deren Name für alle Sportarten gleich ist, beispielsweise heißt das Sportteam der Appalachian State University in allen Sparten Mountaineers. Die Mannschaften der Duke, Wake Forest, North Carolina at Chapel Hill und North Carolina State University sind Teil in der Atlantic Coast Conference, die Appalachian State ist Teil der Southern Conference. Die Universitäten unterhalten in der Regel professionell ausgestattete Sportstätten für ihre Teams, die bis zu 40.000 Zuschauer aufnehmen können und deren Spiele im Fernsehen übertragen werden. Besondere Aufmerksamkeit erhalten dabei die sogenannten Rivalrys (engl. für Rivalität), die zwischen den Universitäten ausgetragen werden. Dazu gehören die verbissen geführten Spiele der Footballteams der University of Virginia und der University of North Carolina at Chapel Hill, die als die South’s Oldest Rivalry bezeichnet werden. Weitere solcher Spiele finden zwischen den Universitäten North Carolina und der North Carolina State in den Sportarten Baseball, Football und Basketball sowie zwischen der University of North Carolina at Chapel Hill und Duke University im Basketball statt. Die Universitäten selbst, die umliegenden Städte und Regionen identifizieren sich oft sehr stark mit den Collegeteams. Schülern und Studenten wird bei entsprechenden sportlichen Leistungen ein Stipendium verliehen. Da die Universitäten gebührenpflichtig sind, ist dies insbesondere für sozial benachteiligte Schüler eine Chance auf einen höheren Bildungsabschluss an einer renommierten Universität.

### Rennsport (NASCAR)

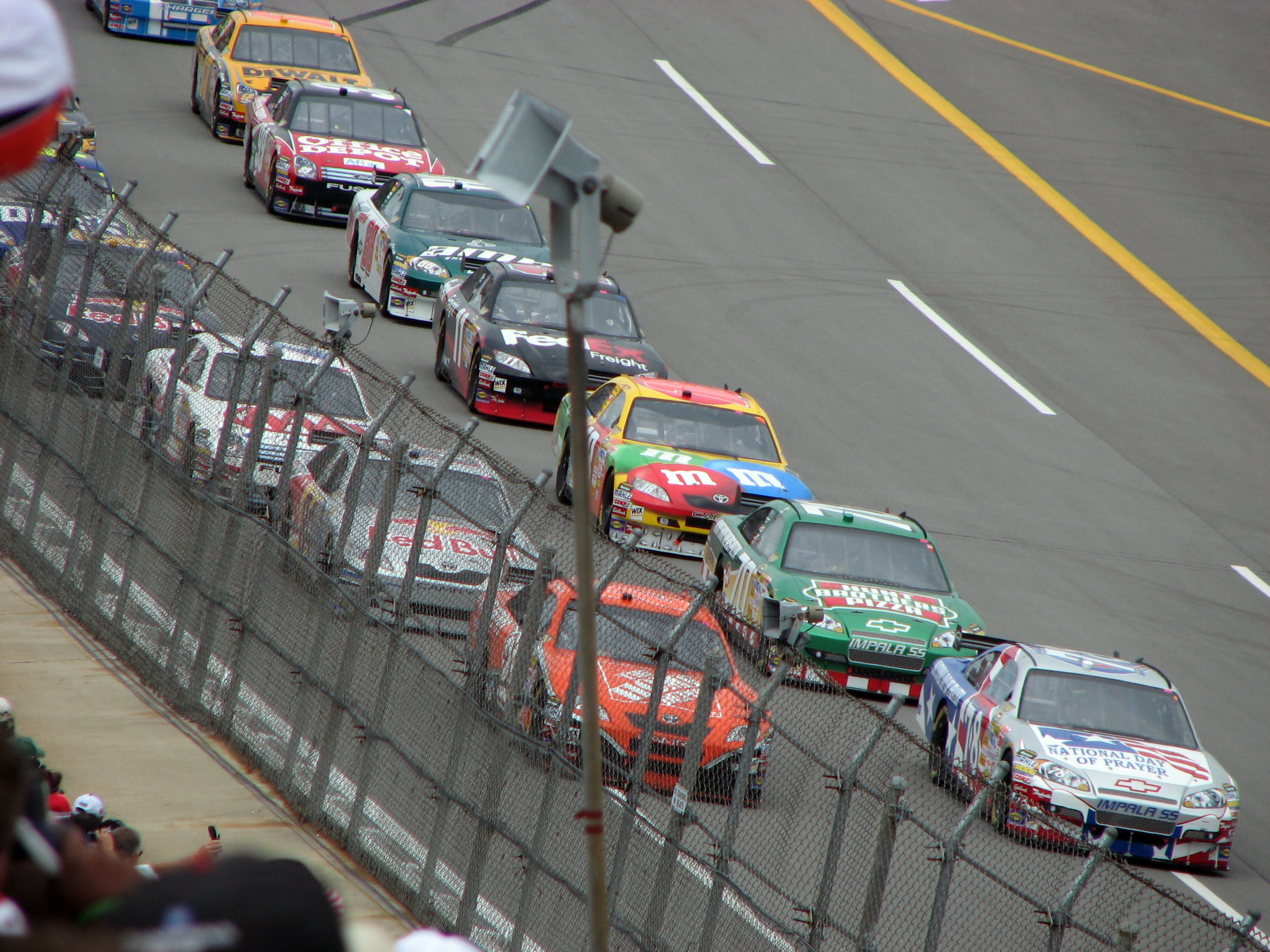
NASCAR Sprint Cup 2008, Talladega

North Carolina ist ein Zentrum des amerikanischen Motorsports, mehr als 80 % aller NASCAR-Rennteams und verwandter Industrien haben ihren Sitz in der Piedmont Region North Carolinas. Entstanden ist das Stockcar-Rennen aus dem Schmuggel von selbstgebranntem Schnaps, des sogenannten „Moonshine“, der in North Carolina eine lange Tradition genießt und der während der Prohibition mit frisierten Autos über die Landstraßen transportiert wurde.
Der größte Ovalkurs North Carolinas, der Charlotte Motor Speedway, befindet sich in Concord, dort finden jährlich drei wichtige Rennen für die höchste Motorsportliga, den Monster Energy Cup statt. Die NASCAR Hall of Fame hat ihren Sitz in Charlotte. Rund um Charlotte leben auch viele der bekanntesten Fahrerdynastien der NASCAR, beispielsweise die Familien Petty, Earnhardt, Allison, Jarrett und Waltrip.

### Breitensport
Das sportliche Angebot des Staates umfasst eine Vielzahl verschiedener Sportarten. Einer der Schwerpunkte des Breitensports liegt dabei ganzjährig auf den Outdoorsportarten, wie Wandern, Klettern, Mountainbiken, Schwimmen, Golf und Skifahren, aber auch Jagdsport und Angeln haben eine lange Tradition. Der Breitensport wird in North Carolina überwiegend durch den gemeinnützigen Verband der North Carolina Amateur Sports (NCAS) gefördert. Für Amateure finden jährlich die von der NCAS veranstalteten, multidisziplinären Wettbewerbe im Rahmen der State Games of North Carolina statt. Außerdem finden verschiedene allgemeine Fitness- und Radwettbewerbe, wie beispielsweise die Cycle North Carolina, statt. Die NCAS stellt darüber hinaus durch einen Fonds auch Mittel für den Betrieb öffentlich zugängliche Sportstätten, wie Schwimmbädern oder Eislaufhallen, zur Verfügung.

## Wirtschaft

### Wirtschaftliche Entwicklung

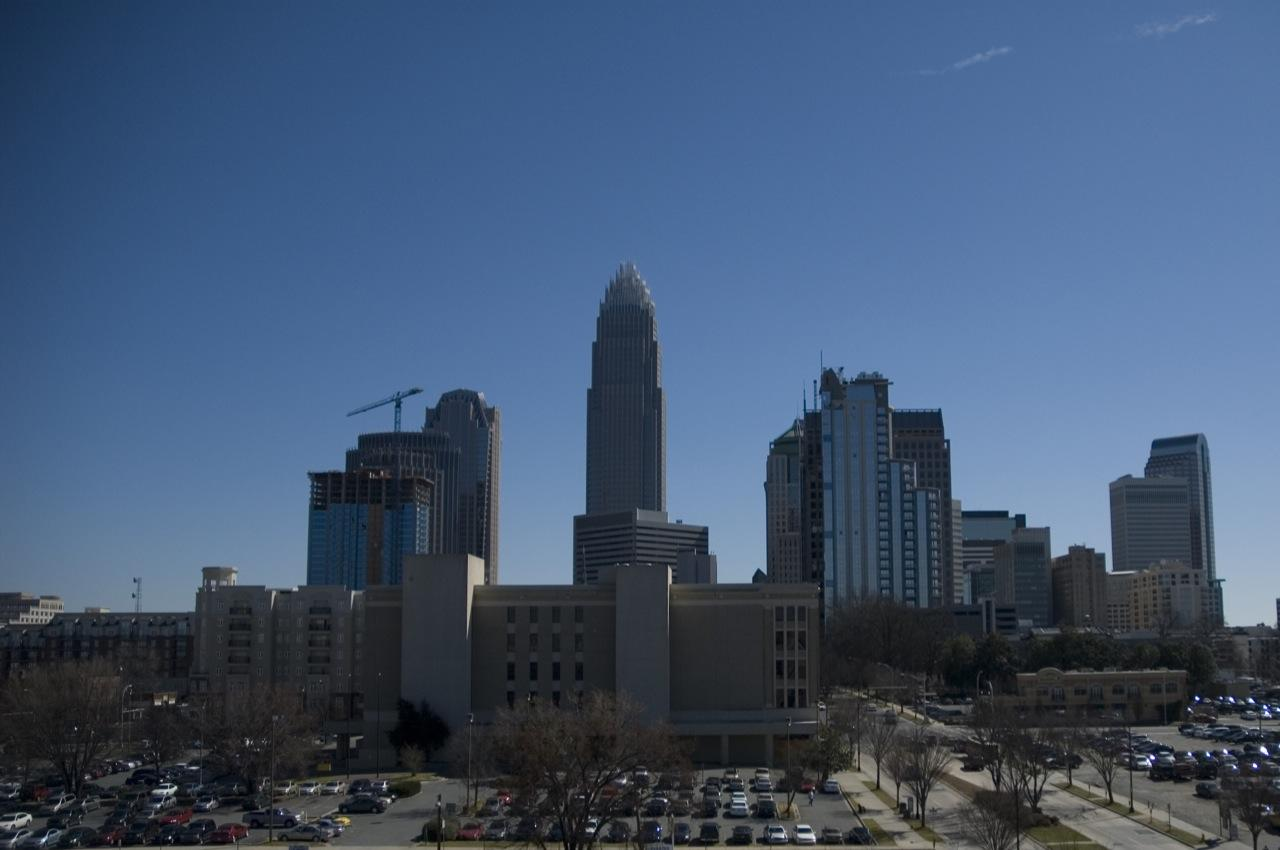
Skyline von Charlotte, eine der Wachstumsregionen des Bundesstaates

North Carolina war in seiner Geschichte ein stark landwirtschaftlich geprägter Staat, vielfach wurde auf Plantagen Reis, Baumwolle und Tabak angebaut. Die Forstwirtschaft, die vor allem Teer und Terpentin produzierte, war ebenfalls von Bedeutung. Wie in den meisten Südstaaten begann nach dem Sezessionskrieg erst sehr langsam eine Umstrukturierung hin zu einer industrialisierten Gesellschaft; ein Schwerpunkt der Wirtschaft liegt bis heute in der Landwirtschaft und in der Verarbeitung land- und forstwirtschaftlicher Produkte. Nach dem Verlust vieler Arbeitsplätze im produzierenden Gewerbe im Zuge der Globalisierung hat North Carolina vielfache Anstrengungen unternommen, um Forschungs- und Entwicklungsunternehmen anzusiedeln. Neben der positiven Entwicklung im Finanzsektor gehören heute High-Tech-Unternehmen zu den wichtigsten Arbeitgebern in der ehemaligen Niedriglohnregion. Das reale Bruttoinlandsprodukt pro Kopf lag im Jahre 2018 bei 51.041 US-Dollar. Damit rangiert der Staat im nationalen Vergleich im Mittelfeld, auf Platz 30 von 50 US-Bundesstaaten. Der nationale Durchschnitt beträgt 57.118 US-Dollar. Die Arbeitslosenquote lag im November 2017 bei 4,3 % (Landesdurchschnitt: 4,1 %). Allerdings stieg die Arbeitslosenquote aufgrund der Coronapandemie und lag Ende August 2020 bei 5,1 %.

### Land- und Forstwirtschaft

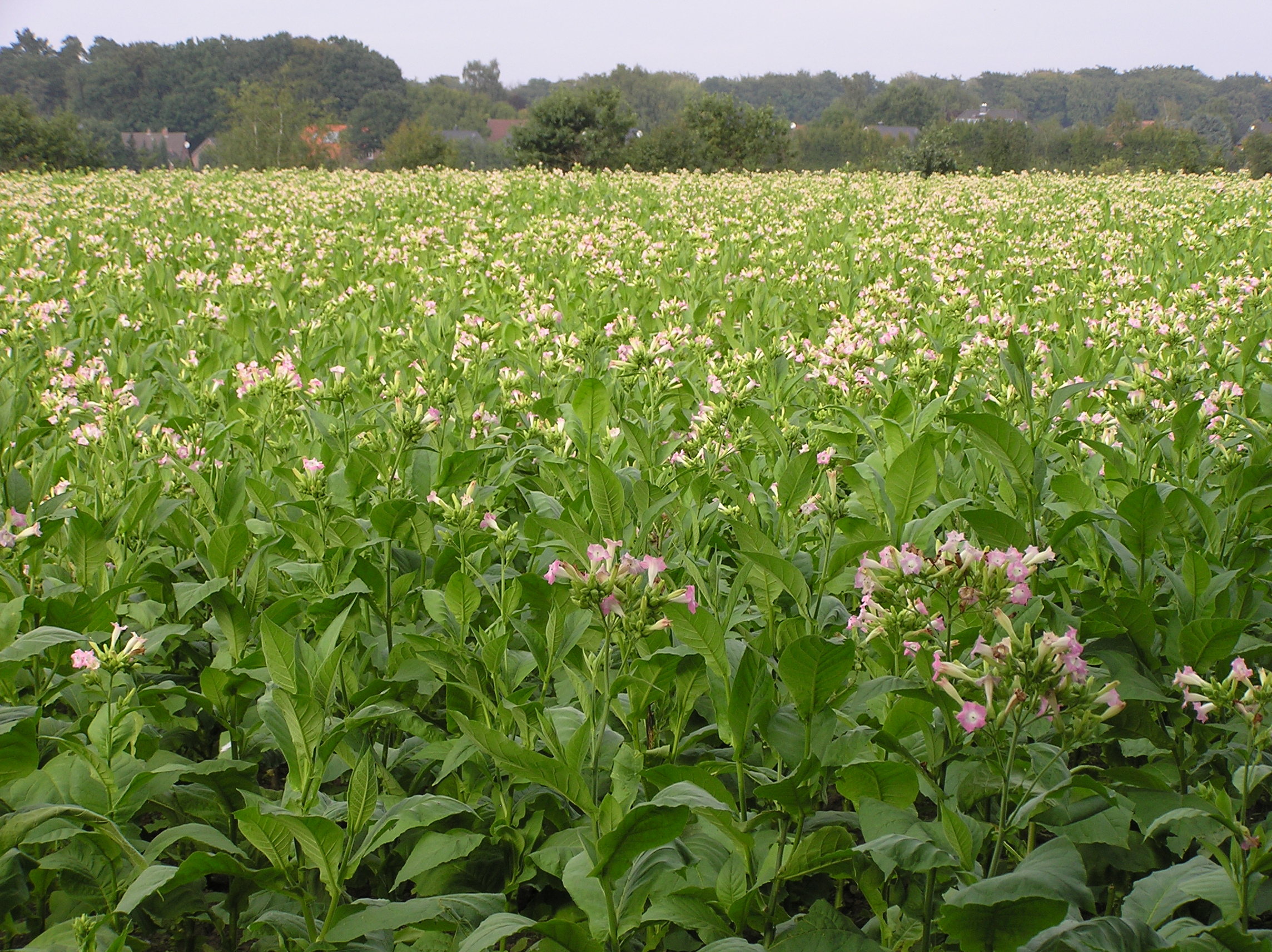
Tabakfeld, North Carolina ist der größte tabakanbauende Staat der USA

Der Anbau von Tabak ist seit 1633 nachgewiesen, die sandigen und trockenen Böden der Küstenregion sind dafür besonders geeignet. Heute ist North Carolina der größte Tabak produzierende und verarbeitende Bundesstaat der USA. 2005 waren 15,5 % der gesamten landwirtschaftlichen Produktion Tabak, der Umsatz erreichte 2006 einen Wert von 506,2 Millionen Dollar. Große tabakverarbeitende Betriebe wie beispielsweise R.J. Reynolds Tobacco Company und Phillip Morris haben ihren Sitz oder wesentliche Unternehmensteile im Bundesstaat und zählen zu den wichtigsten Arbeitgebern.
Weitere wichtige landwirtschaftliche Erzeugnisse sind Mais, Süßkartoffeln, Sojabohnen, Eier, Milch, Baumwolle und Erdnüsse. Auch die Viehwirtschaft, insbesondere die Hühner- und die traditionell verankerte Schweinezucht, sowie Fischereibetriebe sind für den ländlichen Raum von Bedeutung. Mittlerweile gehört der Weinbau in North Carolina ebenfalls zu den wichtigen landwirtschaftlichen Zweigen; North Carolina zählt zu den 10 bedeutendsten Weinbau treibenden Bundesstaaten der Vereinigten Staaten.

### Technologie und Forschung

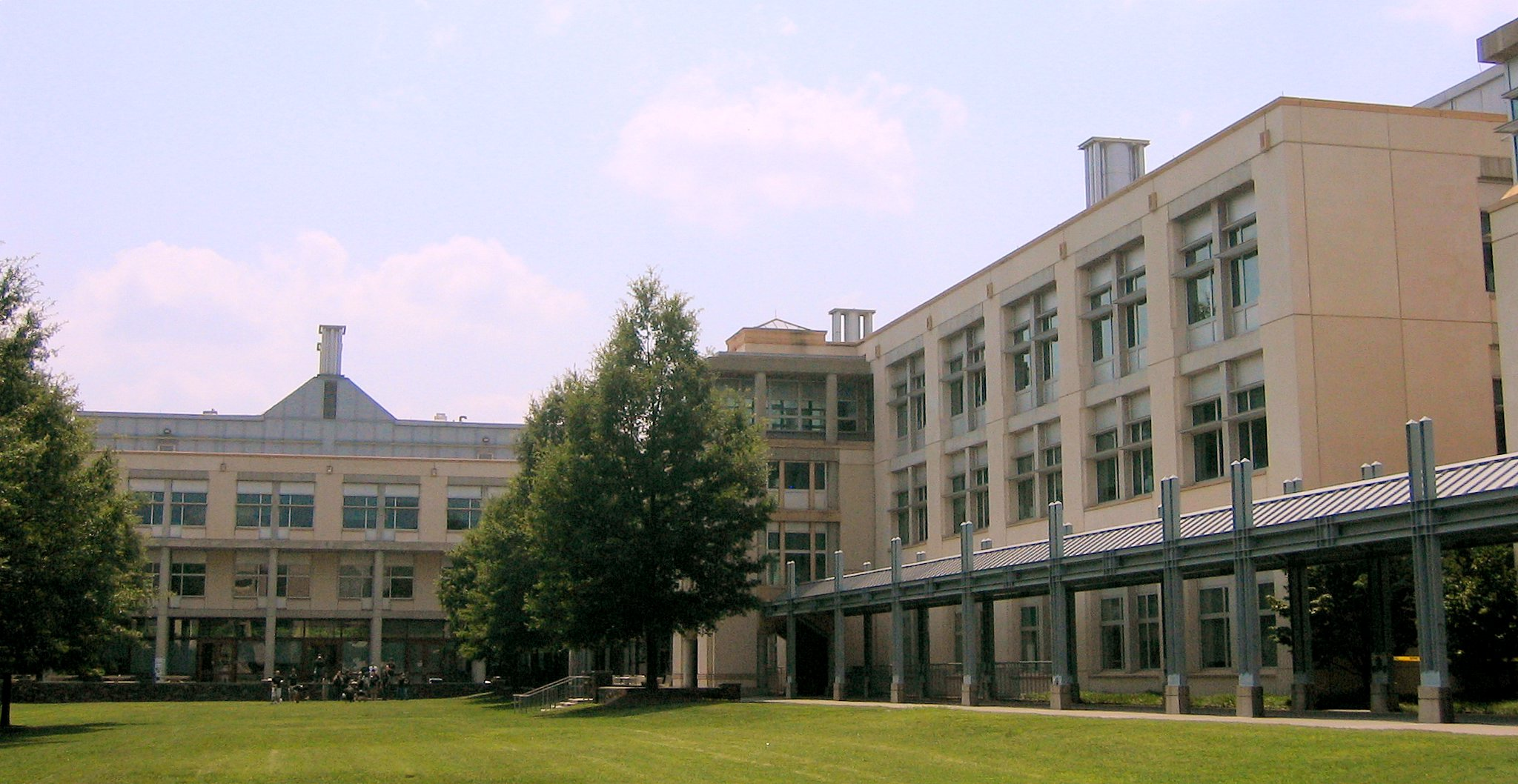
Levine Science Research Center an der Duke University, Durham

Durch die Schaffung entsprechender Rahmenbedingungen für die Forschungseinrichtungen und Technologieunternehmen ist es dem Staat in den Jahren seit 2000 gelungen, besonders in den sogenannten High-Tech-Branchen wie Biotechnologie und die Informationstechnologie, starke Wachstumsraten von bis zu 15 % zu erzielen. 2009 bestanden im Bundesstaat 520 Biotechnologieunternehmen, unter ihnen GlaxoSmithKline, Merck und Bayer AG mit insgesamt 56.000 Beschäftigten. Begünstigende Faktoren, beispielsweise für die Entwicklung des „Research Triangle“ (Forschungsdreieck) um Raleigh, Durham und Chapel Hill zu einer der führenden und erfolgreichsten High-Tech-Regionen der USA, sind unter anderem die Bereitstellung gut ausgebildeter Fachkräfte, unterstützender Infrastruktur und die Bemühungen der Universitäten, sich an der Forschung und Entwicklung neuer Technologien zu beteiligen.

### Industrie

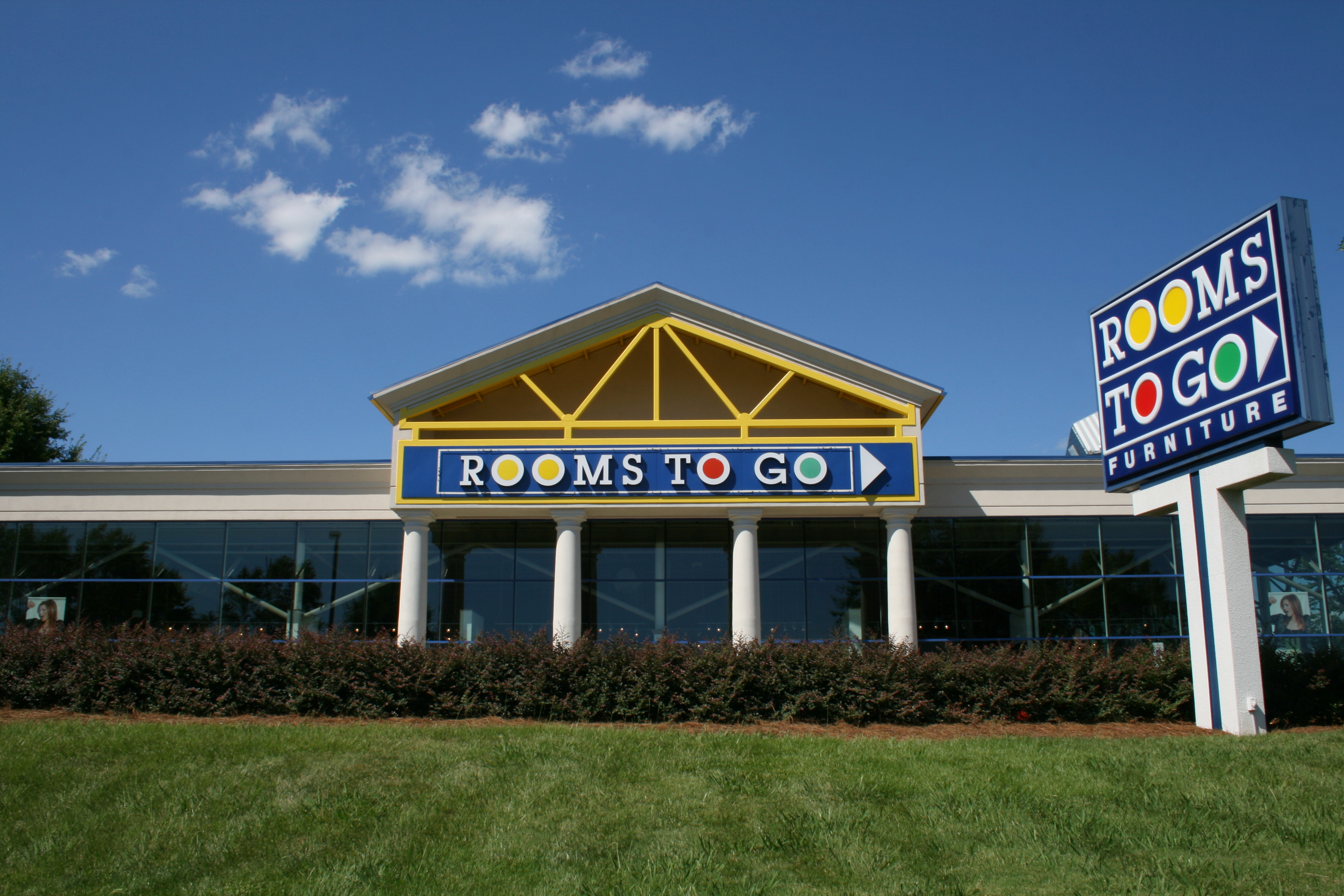
Möbelverkauf in Durham, einer der wichtigsten Industriezweige North Carolinas

Die wichtigsten Industriezweige des produzierenden Gewerbes sind die Möbel- und Textilproduktion, beide sind traditionell in North Carolina angesiedelt. Die Möbelherstellung ist vor allem im Piedmont Triad ansässig, dort arbeiten mehr als 60 % aller in der Möbelindustrie des Staates beschäftigten Menschen. Beide Branchen haben jedoch insbesondere durch die Verlagerung der arbeitsintensiven verarbeitenden Betriebe in Billiglohnländer stark an Bedeutung verloren. Beispielsweise wurden seit 1990 40 % aller textilherstellenden Betriebe geschlossen, die Anzahl der Arbeitnehmer in der Textilbranche fiel von über 233.000 im Jahre 1990 um mehr als 60 % auf etwas über 80.000 im Jahr 2006. Daneben sind im produzierenden Bereich auch Autohersteller beziehungsweise deren Zulieferbetriebe relevant, in Greensboro ist beispielsweise die USA-Zentrale des Busherstellers Setra, der zur Daimler AG gehört. Die Industrie fing Anfang 2017 an zu boomen, da die teuren Umweltauflagen stark zurückgedreht wurden war. Dieser Aufschwung hielt allerdings nur bis 2020, als die Coronapandemie auch den Bundesstaat wirtschaftlich stark trifft.

### Finanz- und Bankwesen

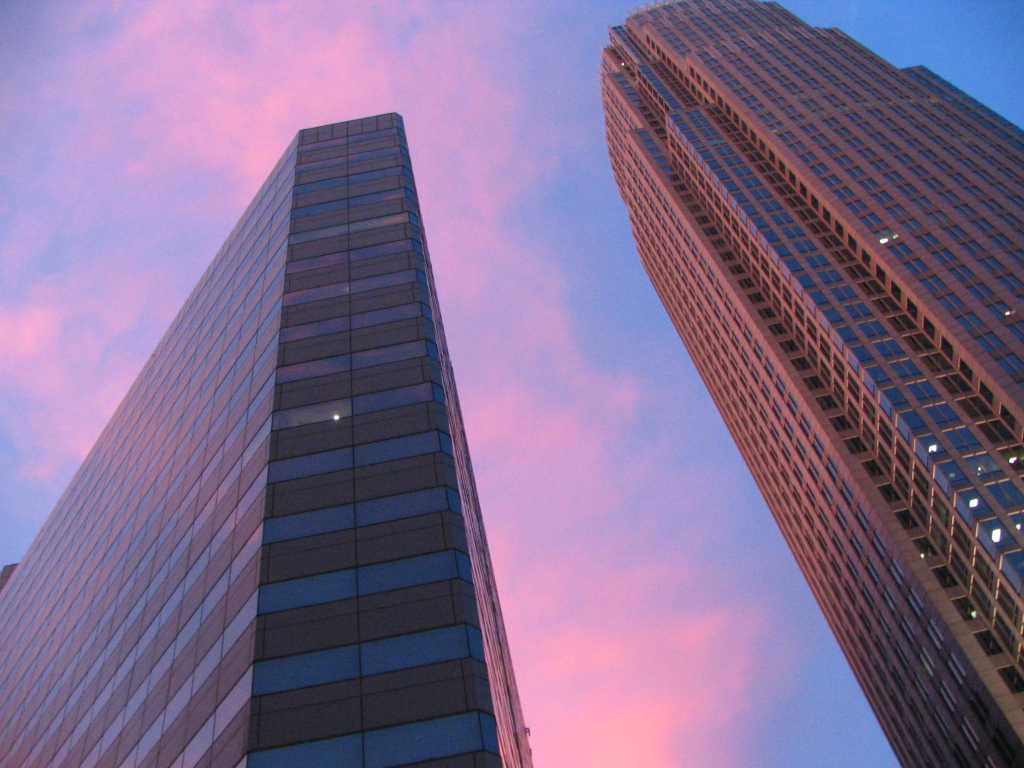
Gebäude der Bank of America in Charlotte (rechts)

Das Finanz- und Bankenwesen ist maßgeblich am Wirtschaftswachstum North Carolinas in der letzten Dekade des 20. Jahrhunderts und in den ersten Jahren des 21. Jahrhunderts beteiligt. Seit 1997 wurden kontinuierliche Wachstumsraten von 9 % und in den Jahren nach 2002 von über 25 % verzeichnet. Im Jahr 2007 war der Finanzsektor nach der öffentlichen Verwaltung und dem produzierenden Gewerbe der drittstärkste Wirtschaftsfaktor im Staat. Die Zahl der in diesem Sektor verfügbaren Stellen war von knapp 75.000 im Jahre 1998 auf etwa 104.000 gewachsen, während sich die Löhne mehr als verdoppelt hatten. Auf bundesstaatlicher Ebene hat North Carolina im Bankensektor zunehmend an Einfluss gewonnen, einige nationale und regionale Großbanken wie die Bank of America, Wachovia oder die in Wilson gegründete Branch Banking & Trust, haben ihren Sitz in einer der Metropolregionen des Staates.

### Militär

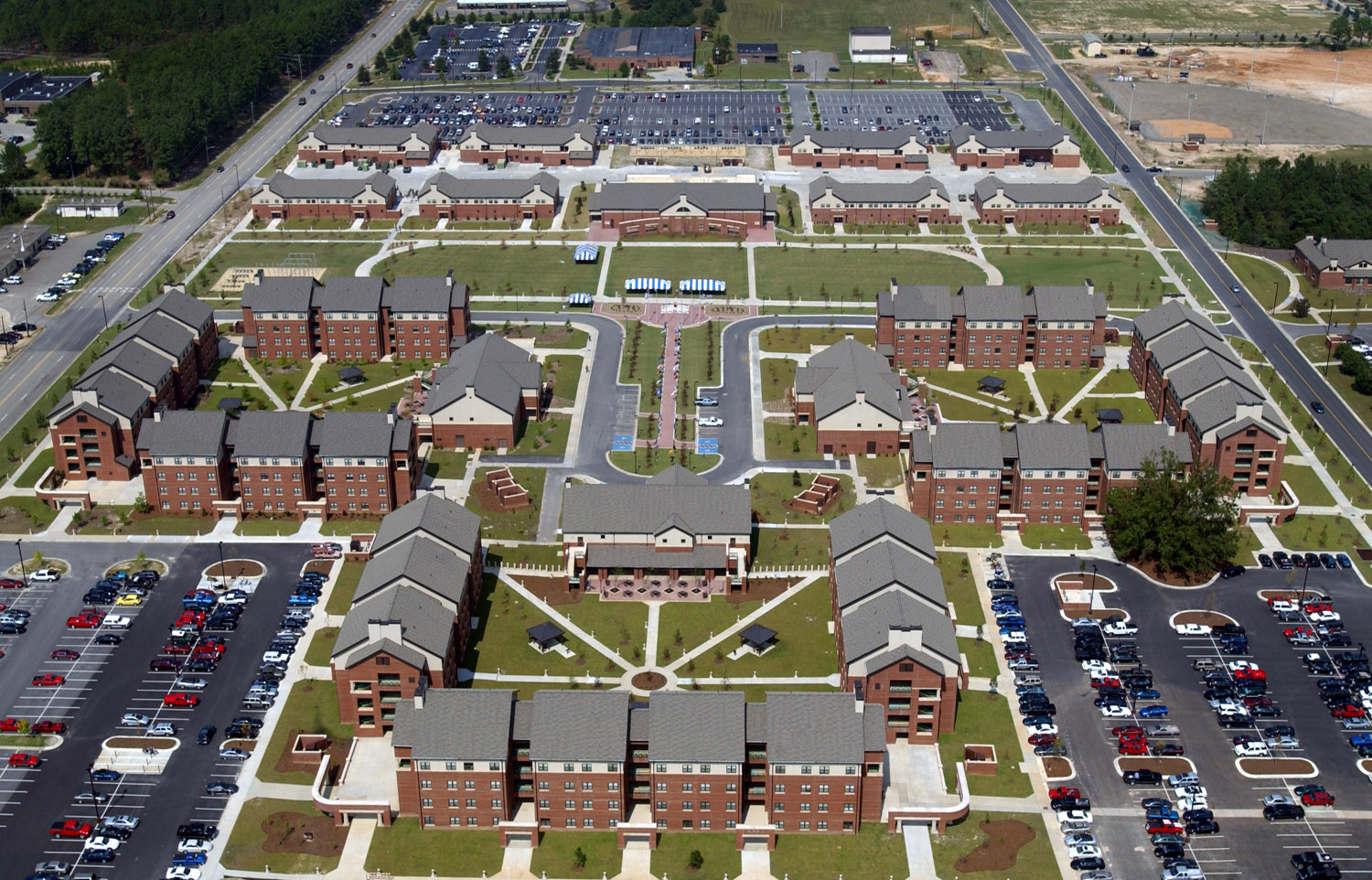
Unterkünfte der 1st Brigade in Fort Bragg, größter Militärstützpunkt der Vereinigten Staaten

Das Militär ist ein Wirtschaftsfaktor im Staat. North Carolina ist ein traditioneller Militärstützpunkt sowie Standort von Zulieferbetrieben der Rüstungsindustrie und steht dem Militär und seinen Einrichtungen sehr positiv gegenüber. Der größte und umfassendste militärische Stützpunkt der Vereinigten Staaten, Fort Bragg, der zugleich das Hauptquartier des XVIII. US-Luftlandekorps, der 82. US-Luftlandedivision und der United States Special Operations Command ist, liegt unweit der Küstenstadt Fayetteville. Ebenfalls in der Nähe der Kleinstadt liegt die Pope Air Force Base, die als Flughafen für Fort Bragg dient. Die US Air Force unterhält das 4th Fighter Wing und das 916th Air Refueling Wing auf der Seymour Johnson Air Force Base in Goldsboro. Die United States Coast Guard unterhält eine ihrer größeren Luftbasen mit Trainingscamp, die Coast Guard Air Station in Elizabeth City, gleichzeitig sind dort fünf Coast Guard Commands angesiedelt. Die zentrale Basis für die Schiffseinheiten des Sektors North Carolina, der zu dem District Five der US Coast Guard gehört, ist Fort Macon in Atlantic Beach. Zusätzlich sind einzelne Einheiten in Southport, Wilmington, Wrightsville Beach, Morehead City und Cape Hatteras stationiert.
Die weltweit größte Konzentration an militärischen Häfen und Marineinfanterie und -Soldaten befindet sich in dem Gebiet um Jacksonville. Dort sind die Marinebasen MCB Camp Lejeune, MCAS Cherry Point (in Havelock), MCAS New River, MCB Camp Geiger und die MCB Camp Johnson angesiedelt. MCAS Cherry Point ist der Stützpunkt der II. Marine Expeditionary Force, einem von nur drei amphibischen Großverbänden auf Korps-Ebene des US Marine Corps weltweit.

## Verkehr

### Straßen

Highway 1

Die Infrastruktur North Carolinas ist, wie in den meisten Regionen Amerikas, auf die Nutzung von Kraftfahrzeugen ausgelegt. Daher ist neben dem gut ausgebauten innerstaatlichen Straßennetz eine sehr gute Anbindung an das landesweite Netz der Fernverkehrsstraßen vorhanden. Durch den Staat führen mehrere Interstates, darunter die 26, 74, 85 sowie die 95, außerdem mehrere U.S. Highways. Unter diesen ist auch eine der wichtigen Nord-Süd-Verbindung des Landes, die U.S. Highway 1, die auf ihrem Weg von Key West, Florida an die kanadische Grenze entlang der Ostküste durch North Carolina führt. Das Highwaynetz ist insgesamt 126.500 Kilometer lang, North Carolina unterhält damit das größte durch einen Bundesstaat finanzierte Autobahnnetz der Vereinigten Staaten. Der Staat unterhält insgesamt 18.540 Brücken mit einer Gesamtlänge von knapp über 606 Kilometern, die mit 8,4 Kilometern längste der Brücken verbindet Roanoke Island mit Manns Harbor.

### Schienenverkehr

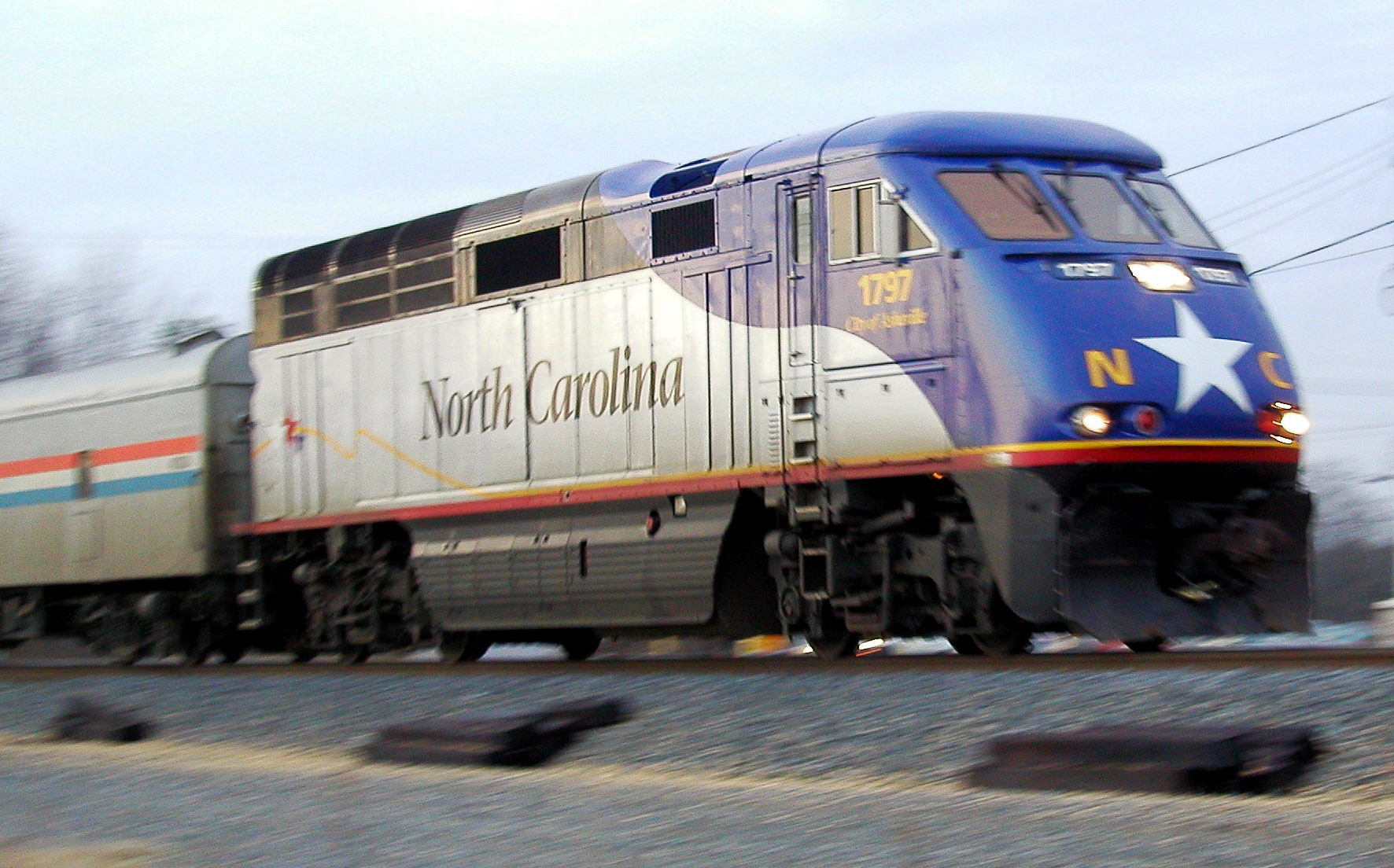
Der Piedmont auf der Strecke zwischen Raleigh und Charlotte

Die erste Eisenbahn fuhr 1833, ein Jahr später wurde mit der Wilmington and Raleigh Railroad die erste Bahngesellschaft North Carolinas gegründet. Die 1848 gegründete staatseigene North Carolina Railroad verband Charlotte mit dem Atlantik und diente als Rückgrat für die wirtschaftliche Entwicklung des Landes. 2006 umfasste das Schienennetz rund 5200 Kilometer, welches durch 23 Güterbahngesellschaften betrieben wird, darunter die CSX Transportation und Norfolk Southern. Aufgrund der Lage North Carolinas werden die Bahnstrecken vor allem im Transit genutzt; Nord-Süd-Routen verbinden die Ballungszentren New York City, Philadelphia und Washington mit New Orleans und Florida, Ost-West-Strecken führen aus dem Bereich Chicago und Detroit zum Atlantik. Außerdem werden in North Carolina vier touristisch genutzte Bahnen betrieben. In der Projektphase befindet sich der Southeast High Speed Rail Corridor, eine Hochgeschwindigkeitsstrecke zwischen Washington und Charlotte, die bis 2020 realisiert werden soll. Der Personenverkehr wird durch die staatliche Bahngesellschaft Amtrak durchgeführt. Einmal täglich verbindet der „Carolinian“ Charlotte mit New York City. Andere überregionale Züge halten auf der Durchfahrt nach Florida, New Orleans und Savannah. Die „Piedmont“ genannte Intercity-Verbindung verkehrt täglich zwischen Raleigh und Charlotte. Die Gesamtfahrzeit auf der knapp 300 Kilometer langen Strecke beträgt reichlich drei Stunden.

### Öffentlicher Personennahverkehr

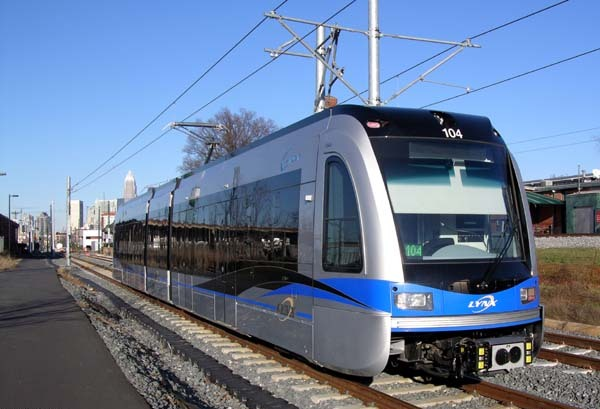
Ein LYNX-Wagen des Charlotte Area Transit Systems

Die größeren Städte, insbesondere in den Metropolregionen, bemühen sich mehr und mehr um die Förderung des öffentlichen Personennahverkehrs, die Städte verfügen zunehmend über öffentliche Verkehrsverbände, die Verkehrsdienstleistungen anbieten und öffentliche Verkehrsmittel zur Verfügung stellen. Darunter sind städtische Transportsysteme wie das Charlotte Area Transit System (CATS), das sowohl Straßenbahnen als auch moderne Nahverkehrszüge (Light Rail) für entfernter gelegene Vorstädte betreibt. Die Hauptstadt Raleigh unterhält mit ihrem Capital Area Transit nur Busse, nachdem Versuche, ein Stadtbahnsystem zur Verbindung von Durham und Raleigh zu installieren, scheiterten. Ein weiteres großes Bustransportsystem ist die überwiegend staatlich organisierte Triangle Transit Authority, die die Städte der Metropolregion Durham-Raleigh-Cary verbindet. Chapel Hill, die als einzige Stadt einen kostenlosen Busservice anbietet, ist ebenfalls an dieses Netz angeschlossen.

### Flugverkehr

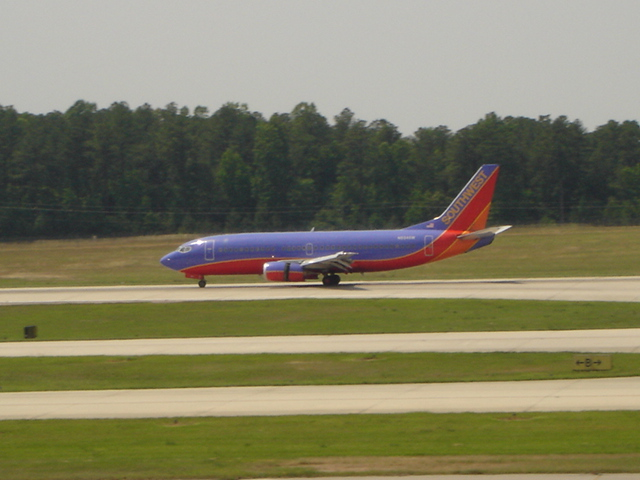
Landung eines Southwest-Flugzeuges auf der Landebahn 23R in Raleigh-Durham

Internationale Anbindung an den Flugverkehr erhält North Carolina zum einen durch den Douglas International Airport in Charlotte, der American Airlines als zweitgrößtes Drehkreuz dient und im April 2023 Nonstopverbindungen zu 184 nationalen und 37 internationalen Zielen anbietet. Zum anderen dient der Raleigh-Durham International Airport in Raleigh und Durham mit rund 400 abgefertigten Flügen als internationaler Flughafen, neben nationalen Zielen werden Flüge nach Kanada, Island, England und Frankreich angeboten. Flughäfen für den nationalen und regionalen Flugverkehr sind neben anderen der Piedmont Triad International Airport in Greensboro, Winston-Salem und High Point, der Wilmington International Airport in Wilmington, der Asheville Regional Airport in Asheville, der Pitt-Greenville Airport in Greenville, der Fayetteville Regional Airport in Fayetteville und der Craven County Regional Airport in New Bern. Für den privaten Flugverkehr stehen einige kleinere Flughäfen zur Verfügung, darunter der Albert J. Ellis Airport in Jacksonville und der für Golftouristen konzipierte Moore County Airport in Pinehurst.

## Persönlichkeiten

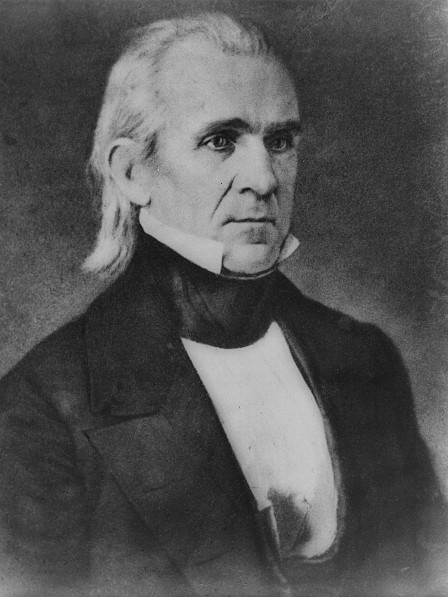
James Knox Polk am 14. Februar 1849, 11. Präsident der Vereinigten Staaten. Fotografie von Mathew B. Brady

In North Carolina wurden eine Reihe bedeutender Persönlichkeiten geboren, die entscheidenden Einfluss auf einen gesellschaftlichen Bereich des Staates oder des Landes hatten. Dazu zählen beispielsweise die Politiker Richard Dobbs Spaight (1758–1802), einer der Unterzeichner der amerikanischen Verfassung, James K. Polk (1797–1849), der 11. Präsident der Vereinigten Staaten und die 1936 geborene Elizabeth Dole, US-Senatorin sowie Verkehrsministerin unter Ronald Reagan. Ebenfalls aus North Carolina stammt der 1937 geborene Nobelpreisträger für Wirtschaft 2000 Daniel McFadden und der zweifache Pulitzer-Preisträger und Herausgeber des Wall Street Journal, Vermont C. Royster (1914–1996). Sowohl die Schauspielerin Ava Gardner (1922–1990), wie auch ihr Kollege und Gospelsänger Andy Griffith (1926–2012) sind im Bundesstaat geboren sowie der Hip-Hop-Produzent 9th Wonder (* 1975), die Sängerin Tori Amos (* 1963) und der Jazzmusiker John Coltrane (1926–1967). Der Schriftsteller Charles Frazier (* 1950), der sich in seinen Werken unter anderem mit seiner Heimat auseinandergesetzt hat und der Erweckungsprediger Billy Graham (1918–2018) sind gebürtige North Caroliner. Weitere einflussreiche Bürger North Carolinas sind in der Liste von Persönlichkeiten aus North Carolina aufgeführt.

## Dokumentarfilme
- Otto Deppe, Kerstin Woldt, Martin Brinkmann: North Carolina – Vom Atlantik zu den Great Smoky Mountains. Real-Film Medien-Vertrieb, Erstausstrahlung am 12. Januar 1997.

### Allgemeine Werke und Übersichten
- Tracey Boraas: North Carolina. Capstone Press, 2003, ISBN 0-7368-2190-2.
- William S. Powell, Jay Mazzocchi (Hrsg.): Encyclopedia of North Carolina. The University of North Carolina Press, 25. Oktober 2006, ISBN 0-8078-3071-2.
- Douglas Orr, Al Stuart (Hrsg.): The North Carolina Atlas: Portrait for a New Century. The University of North Carolina Press, März 2000, ISBN 0-8078-2507-7.
- Sarah Rafle: North Carolina: The Tar Heel State. Gareth Stevens Publishing, 2002, ISBN 0-8368-5289-3.

### Geschichte, Wirtschaft und Politik
- Val Atkinson: Southern Racial Politics & North Carolina’s Black Vote, Trafford Publishing, 18. Januar 2007, ISBN 978-1-4120-9324-8.
- Rob Christensen: The Paradox of Tar Heel Politics: The Personalities, Elections, and Events That Shaped Modern North Carolina. The University of North Carolina Press, 27. März 2008, ISBN 978-0-8078-3189-2.
- Milton Ready: The Tar Heel State: A History of North Carolina. University of South Carolina Press, Oktober 2005, ISBN 1-57003-591-1.
- Donald B. Ricky: Indians of North Carolina. Somerset Publishers 1999, ISBN 0-403-09938-2.
- Richard C. Simmons: The American Colonies. From Settlement to Independence. Norton, New York 1981, ISBN 0-393-00999-8.
- Michael L. Walden: North Carolina in the Connected Age: Challenges and Opportunities in a Globalizing Economy, The University of North Carolina Press, September 2008, ISBN 978-0-8078-3221-9.
- W. Buck Yearns: North Carolina Civil War Documentary. The University of North Carolina Press, 2001, ISBN 0-8078-5358-5.
- H. Trawick Ward, R. P. Stephen Davis Jr.: Time Before History: The Archaeology of North Carolina. Chapel Hill: University of North Carolina Press 1999.

### Sport, Bildung und Kultur
- Pamela Grundy: Learning to Win: Sports, Education, and Social Change in Twentieth-Century North Carolina. The University of North Carolina Press, 4. Dezember 2000, ISBN 0-8078-4934-0.

### Belletristik
- Delia Owens: Der Gesang der Flusskrebse, 2019 (engl.: Where the Crawdads Sing, 2018).